# Pula
Pula [ˈpuːla] (deutsch und italienisch Pola; slowenisch Pulj) ist mit 51.469 Einwohnern (Stand: 2021) die größte Stadt der kroatischen Gespanschaft Istrien. Die Stadt liegt nahe der Südspitze der Halbinsel Istrien und gehört zur römisch-katholischen Diözese Poreč-Pula.

## Stadtgliederung
Die Stadt Pula besteht aus sechzehn Bezirken mit kommunaler Selbstverwaltung.
- Stari Grad
- Kaštanjer
- Monte Zaro
- Sv. Polikarp – Sisplac
- Veruda
- Stoja
- Nova Veruda
- Šijana
- Štinjan
- Veli Vrh
- Busoler
- Valdebek
- Arena
- Vidikovac
- Gregovica
- Monvidal

## Geographie

### Lage

Lage von Pula in der Gespanschaft Istrie

Die Stadt Pula liegt im Norden der Adria, an der Südspitze der istrischen Halbinsel und auf einer durchschnittlichen Höhe von etwa 30 Metern. Pula ist von sieben Hügeln umgeben und liegt in einer weitläufigen Bucht direkt gegenüber den Inseln Brijuni. Die Staatsgrenze von Slowenien ist etwa 85 Kilometer nördlich von der Stadt entfernt. Mit dem Schiffsverkehr gelangt man nach etwa 182 Kilometern nach Venedig im gegenüberliegenden Italien.

### Klima
Pula hat ein mediterranes Klima mit warmen und heißen Sommern und milden Wintern. Die durchschnittlichen Sonnenstunden im Jahr liegen bei etwa 2.446 Stunden oder 6,7 Stunden pro Tag. Die durchschnittliche jährliche Lufttemperatur beträgt 13,2 °C und die Schwankung der Meerestemperatur bei 11 bis 24 °C.
Klimatabelle (1961–1990)
|                       | Jan | Feb | Mär  | Apr  | Mai  | Jun  | Jul  | Aug  | Sep  | Okt  | Nov  | Dez  |   |      |
| Mittl. Tagesmax. (°C) | 8,8 | 9,6 | 12,6 | 16,3 | 21,0 | 24,9 | 28,4 | 27,9 | 24,1 | 19,2 | 14,1 | 10,2 | ⌀ | 18,1 |
| Mittl. Tagesmin. (°C) | 2,3 | 2,6 | 4,9  | 8,1  | 12,3 | 15,7 | 18,4 | 18,2 | 15,1 | 11,1 | 6,9  | 3,5  | ⌀ | 10   |
|                       |     |     |      |      |      |      |      |      |      |      |      |      |   |      |
| Sonnenstunden (h/d)   | 3,4 | 4,4 | 5,5  | 7,0  | 8,7  | 9,7  | 10,9 | 10,0 | 7,8  | 5,9  | 3,5  | 3,1  | ⌀ | 6,7  |
|                       |     |     |      |      |      |      |      |      |      |      |      |      |   |      |
| Regentage (d)         | 7   | 6   | 7    | 6    | 7    | 5    | 4    | 4    | 5    | 7    | 9    | 8    | Σ | 75   |
|                       |     |     |      |      |      |      |      |      |      |      |      |      |   |      |
| Wassertemperatur (°C) | 11  | 11  | 11   | 13   | 17   | 21   | 23   | 24   | 22   | 19   | 16   | 13   | ⌀ | 16,8 |
|                       |     |     |      |      |      |      |      |      |      |      |      |      |   |      |
| Luftfeuchtigkeit (%)  | 77  | 73  | 72   | 71   | 70   | 68   | 63   | 66   | 72   | 74   | 76   | 76   | ⌀ | 71,5 |

| 2,3 |

| 2,6 |

| 4,9 |

| 8,1 |

| 12,3 |

| 15,7 |

| 18,4 |

| 18,2 |

| 15,1 |

| 11,1 |

| 6,9 |

| 3,5 |

| 2,3 |

| 2,6 |

| 4,9 |

| 8,1 |

| 12,3 |

| 15,7 |

| 18,4 |

| 18,2 |

| 15,1 |

| 11,1 |

| 6,9 |

| 3,5 |

## Geschichte

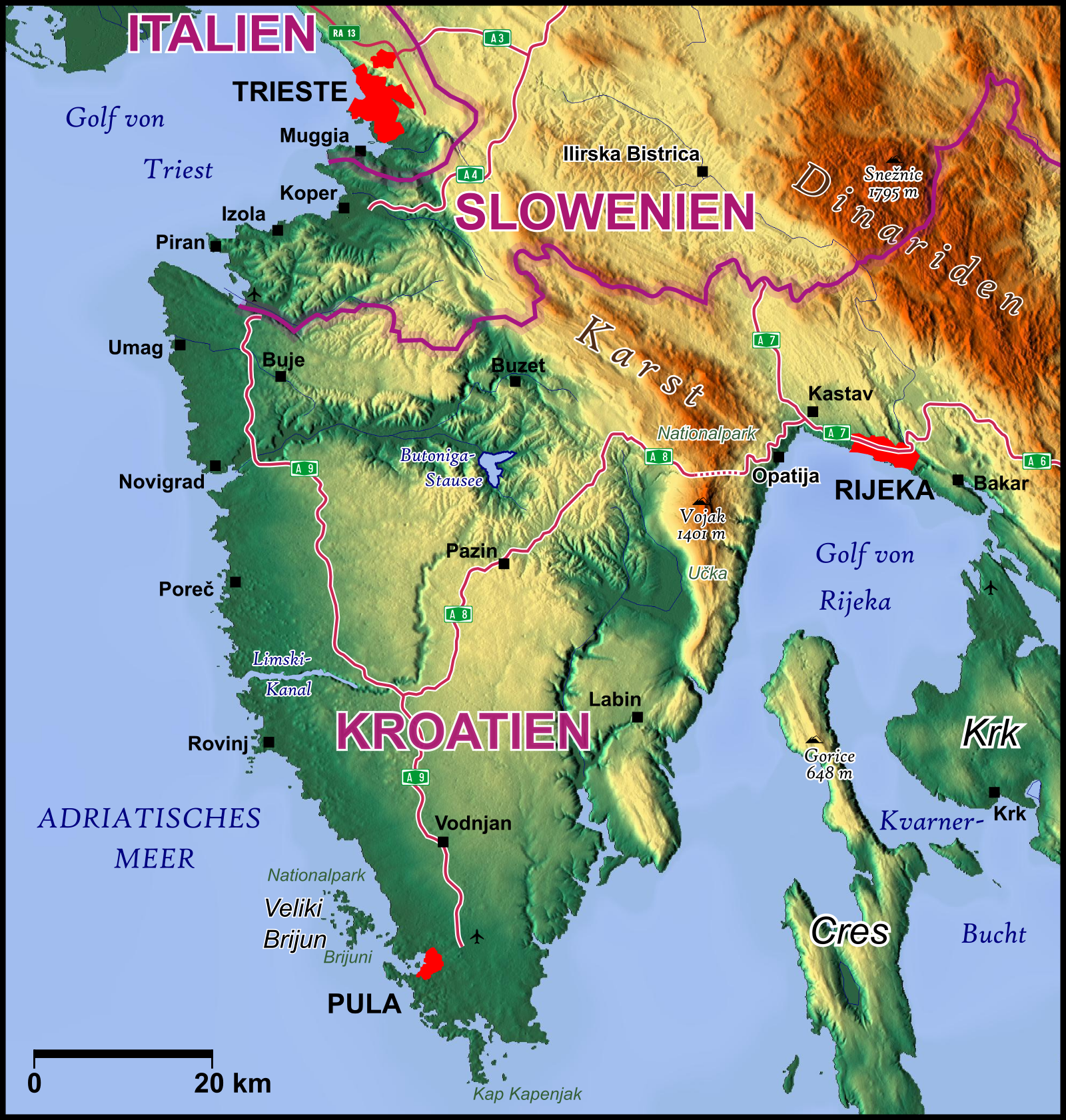
Lage von Pula an der Südspitze Istriens

### Urgeschichte
Die Anwesenheit von Menschen nur 4 km von Pula entfernt ließ sich für das Altpaläolithikum durch Funde in den beiden Šandalja-Höhlen nachweisen, auch als Grotta di San Daniele bekannt. In Šandalja I fand sich ein Chopper, der auf ein Alter von knapp einer Million Jahren geschätzt wurde. Šandalja II bietet die ältesten menschlichen Überreste. Die Funde reichen dabei vom Jungpaläolithikum bis in die Bronzezeit. Eine Radiokohlenstoffdatierung ergab ein Alter von 12.539 ± 369 cal BP. Die stark fragmentierten menschlichen Überreste gehörten zu mindestens zwei, wahrscheinlich drei Erwachsenen (wohl zwei Männern und einer Frau) sowie einem Jugendlichen. Die Menschen waren vergleichsweise klein. Für diese Schichten lässt sich eine große kulturelle Nähe zu italienischen Fundstätten erweisen.
Die bäuerliche Lebensweise wurde durch Zuwanderer aus dem Südosten über die Inseln südlich von Pula und entlang der Küste auch an die Südspitze der Halbinsel gebracht (Neolithikum). Eine der ältesten Siedlungen dürfte Kargadur bei Ližnjan sein, das auf 5710 bis 5630 v. Chr. datiert wurde. Die Siedlung umfasste ursprünglich eine Fläche von 900 m².

### Antike

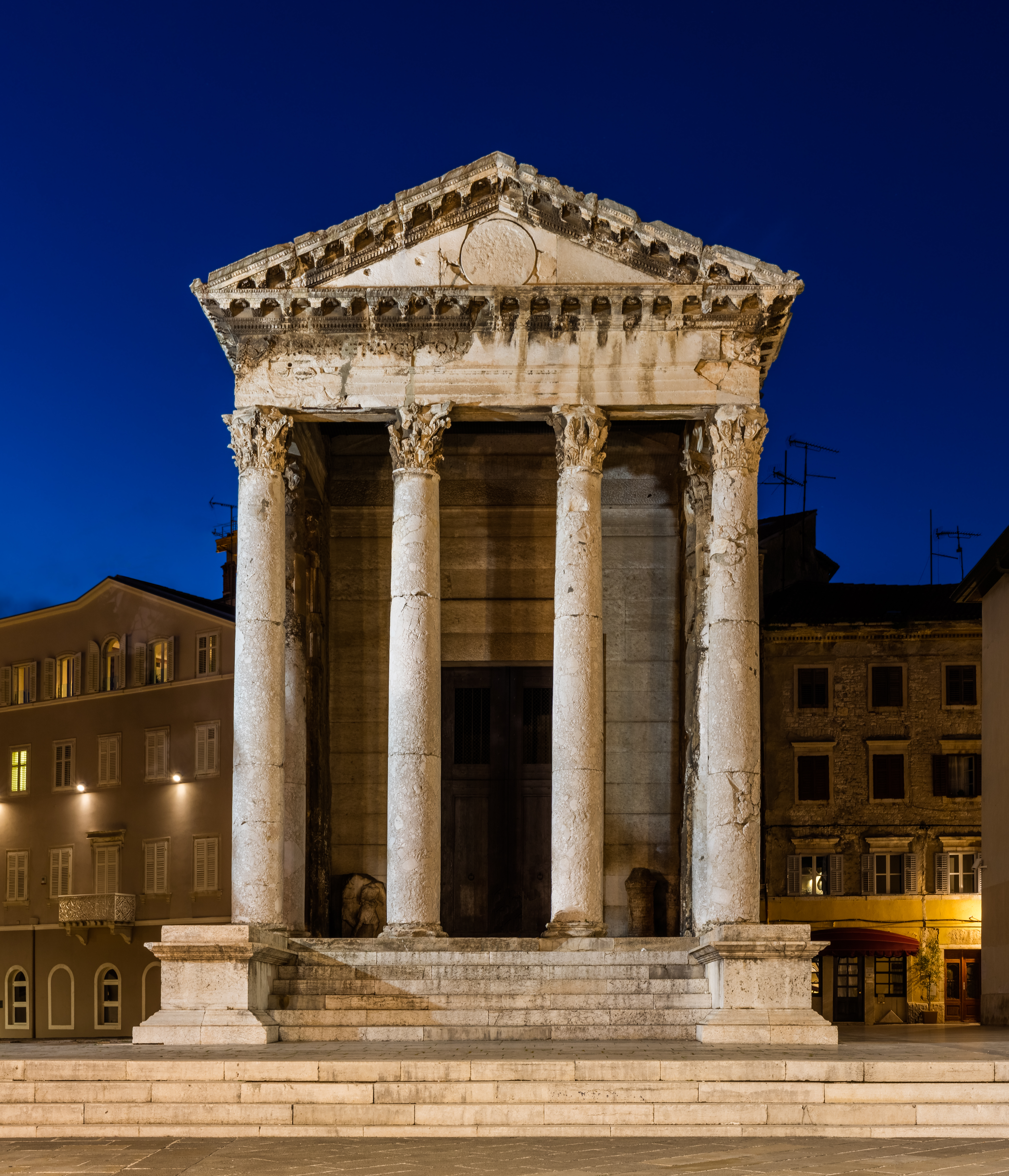
Augustustempel in Pula

Die erste dauerhafte Besiedlung erfolgte durch den illyrischen Stamm der Histri. Sie begann etwa im 10. Jahrhundert v. Chr. Im Gegensatz zu Dalmatien siedelten die Griechen nicht auf der Halbinsel Istrien.
Von Römern im Jahr 177 v. Chr. erobert, wurde der Ort (altgriechisch Πόλαι Pólai) genannt, eine römische Kolonie unter dem Namen Colonia Pietas Iulia Pola. Unter Kaiser Augustus wurde das Amphitheater erbaut, das heute eine der Hauptsehenswürdigkeiten der Stadt ist. Neben dem Amphitheater gibt es aus der augusteischen Zeit den Tempel der Roma und des Augustus, die in Teilen erhaltene Stadtmauer mit Toren und die Überreste von zwei Theatern.
Im 4. Jahrhundert n. Chr. wurde dort zum Schutz der adriatischen Küstengewässer ein Flottenstützpunkt der venezianischen Flotte (classis Venetum) eingerichtet.
Beim Zerfall des Weströmischen Reiches im 5. Jahrhundert gelangte Pula unter die Herrschaft der Ostgoten. Kaiser Justinian konnte Pula im 6. Jahrhundert für das Oströmische Reich (Byzanz) erobern; die Stadt wurde zum Flottenstützpunkt der Byzantiner ausgebaut.
In der zweiten Hälfte des 6. Jahrhunderts drangen die Slawen nach Istrien vor. Die istrischen Küstenstädte, darunter auch Pula, konnten sie aber nicht einnehmen. Dort setzte sich die städtische Kultur der alteingesessenen Romanen bruchlos fort.
Während das istrische Hinterland seit dem Ende des 8. Jahrhunderts Teil des Frankenreichs und später des Heiligen Römischen Reichs war, blieb Pula nominell Teil des byzantinischen Reiches, war aber faktisch unabhängig.

### Venezianische Herrschaft

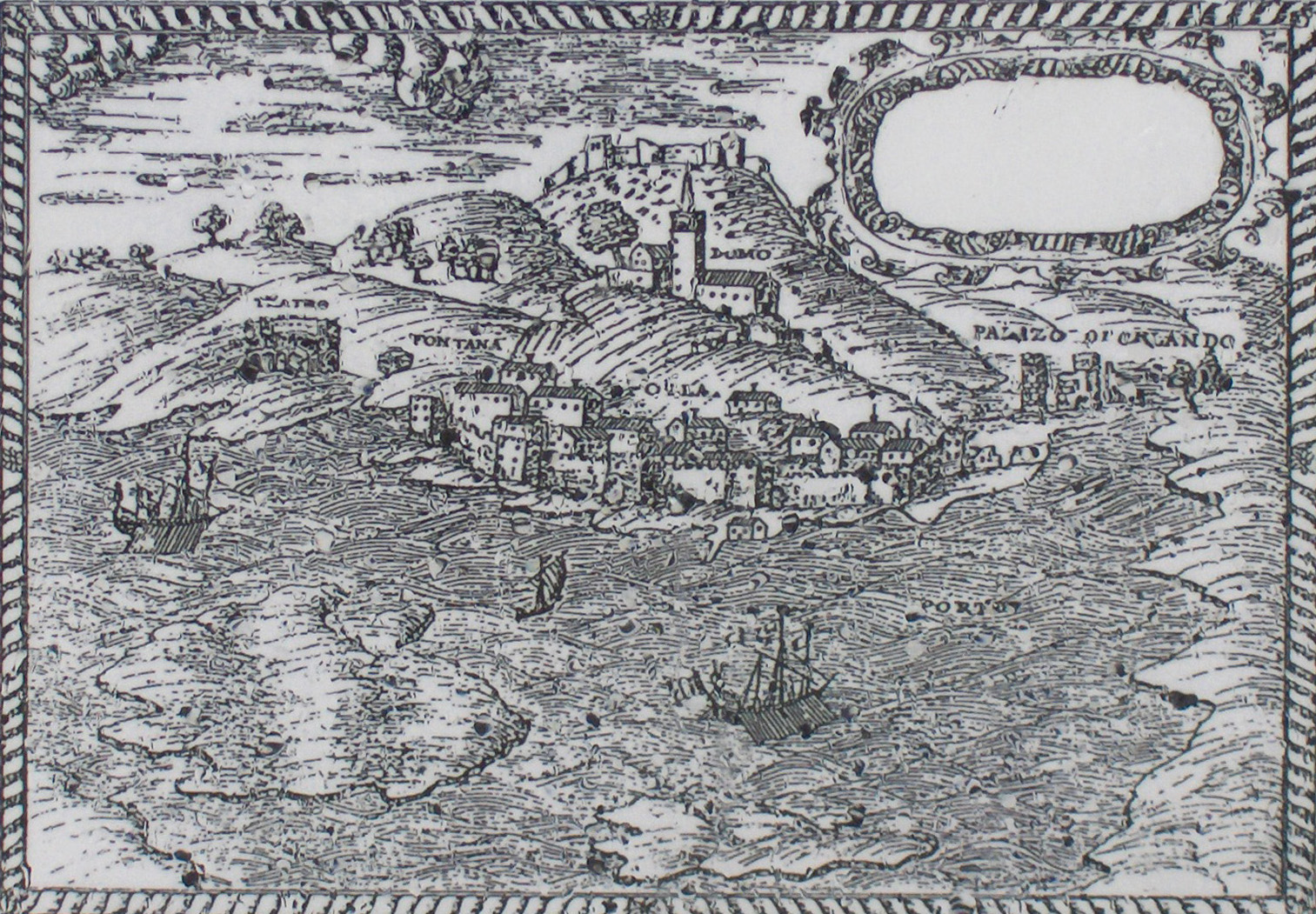
Pula um 1584

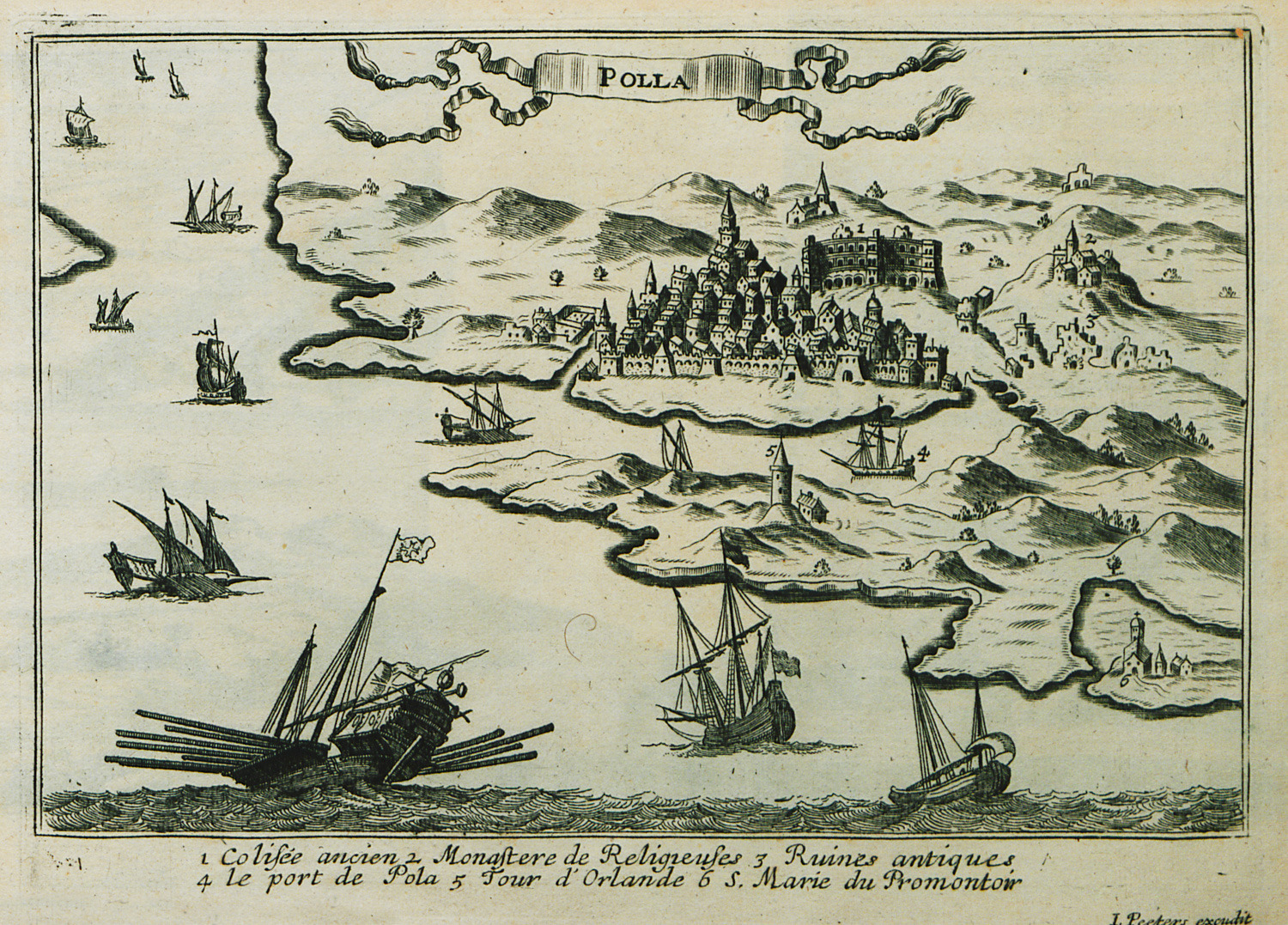
„Polla“, Jacob Peeters (1637–1695): Description des principales Villes, Havres et Isles du Golfe de Venise du cote' Oriental, comme aussi des Villes et Forteresses de la Moree et quelques Places de la Grece et des Isles principales de l'Archipel et Forteresses d'jcelles et en Suite quelques Places renommées de la Terre Saincte, et autres dessous la Domination Ottomanne vers le Midÿ et l'Orient, et quelques principales Villes en Perse et le Regne du Grand Mogol, Sur le marché des vieux Souliers, Antwerpen 1690 (Digitalisat)

Mit dem Niedergang der byzantinischen Macht musste sich Pula neue Verbündete suchen. An die Stelle des byzantinischen Kaisers trat seit dem Ende des 11. Jahrhunderts die Republik Venedig. 1150 schloss Pola mit der Lagunenstadt einen Vertrag, durch den sich die Stadt der Herrschaft der Venezianer unterwarf. Seitdem zahlte man Tribut, beteiligte sich am Bau und an der Ausstattung von Galeeren für die venezianische Flotte und entsandte Truppen, wenn die Markusrepublik Krieg führte. 1299 war der spätere Doge Giovanni Soranzo als Podestà in der Stadt tätig.
Die Grafen von Görz übten im 13. Jahrhundert erheblichen Einfluss aus und ernannten den Vicarius in Istrien. Der Familie der Sergi gelang es, neben den Görzern die Unterstützung des Patriarchen von Aquileia zu gewinnen und so ab etwa 1294 eine fast selbstständige Herrschaft zu errichten, die sich bis 1319 hielt. 1331 bot der Rat der Stadt die Unterwerfung unter Venedig an, 1335 zerstörten die Einwohner, um eine Rückkehr der Sergi zu verhindern, das Kastell und den Turm über der Stadt. Später wurde ein venezianischer Adliger an die Spitze der Stadtverwaltung gestellt. Bis zum Ende der Republik Venedig im Jahr 1797 blieb Pula Teil dieses Staatswesens, danach wurde es Teil des habsburgischen Herrschaftsbereichs, seit 1804 Kaisertum Österreich genannt.

### Österreichische Herrschaft
Nach der Revolution von 1848 war Venedig für die österreichische Marine nicht länger als Hauptkriegshafen tragbar; die Besatzungen der Schiffe im Arsenal hatten sich fast durchgehend dem gegen Österreich gerichteten Aufstand angeschlossen. Zur Auswahl stand der Ausbau von Triest, das bereits einen leistungsfähigen Handelshafen besaß, oder des kleinen Fischerstädtchens Pola, das damals nur ca. 900 Einwohner hatte, dafür aber einen fast perfekten Naturhafen. Marinekommandant Hans Birch Dahlerup favorisierte aufgrund der vorhandenen Infrastruktur vorerst Triest, ließ sich aber bald von den Vorteilen eines völligen Neuanfanges in Pola überzeugen, das auch wesentlich besser zu verteidigen war.
Kaiser Franz Joseph I. kannte die Bucht Pola von einem Besuch 1845 (noch als Erzherzog) und besuchte es erneut 1850; er dürfte persönlich eine wichtige Rolle bei der Entscheidung zugunsten von Pola gespielt haben. 1851 trat der Gemeinderat von Pola vier große Grundstücke zur Errichtung eines neuen Seearsenals kostenfrei an das Militär ab. 1852 lagen erstmals umfassende Pläne für den Ausbau zum österreichischen Hauptkriegshafen vor.
Am 9. Dezember 1856 legte Kaiser Franz Joseph I. offiziell den Grundstein zum Bau des Seearsenals; er befand sich dabei in Begleitung seiner Gemahlin Elisabeth und seines Bruders, des Marinekommandanten Erzherzog Ferdinand Max, der hier vom Kaiser zum Vizeadmiral befördert wurde. Der Bau des Seearsenals war zu diesem Zeitpunkt bereits deutlich fortgeschritten. Deren Nachfolgeunternehmen, die Uljanik-Werft, beruft sich noch heute auf das offizielle Gründungsdatum vom 9. Dezember 1856.

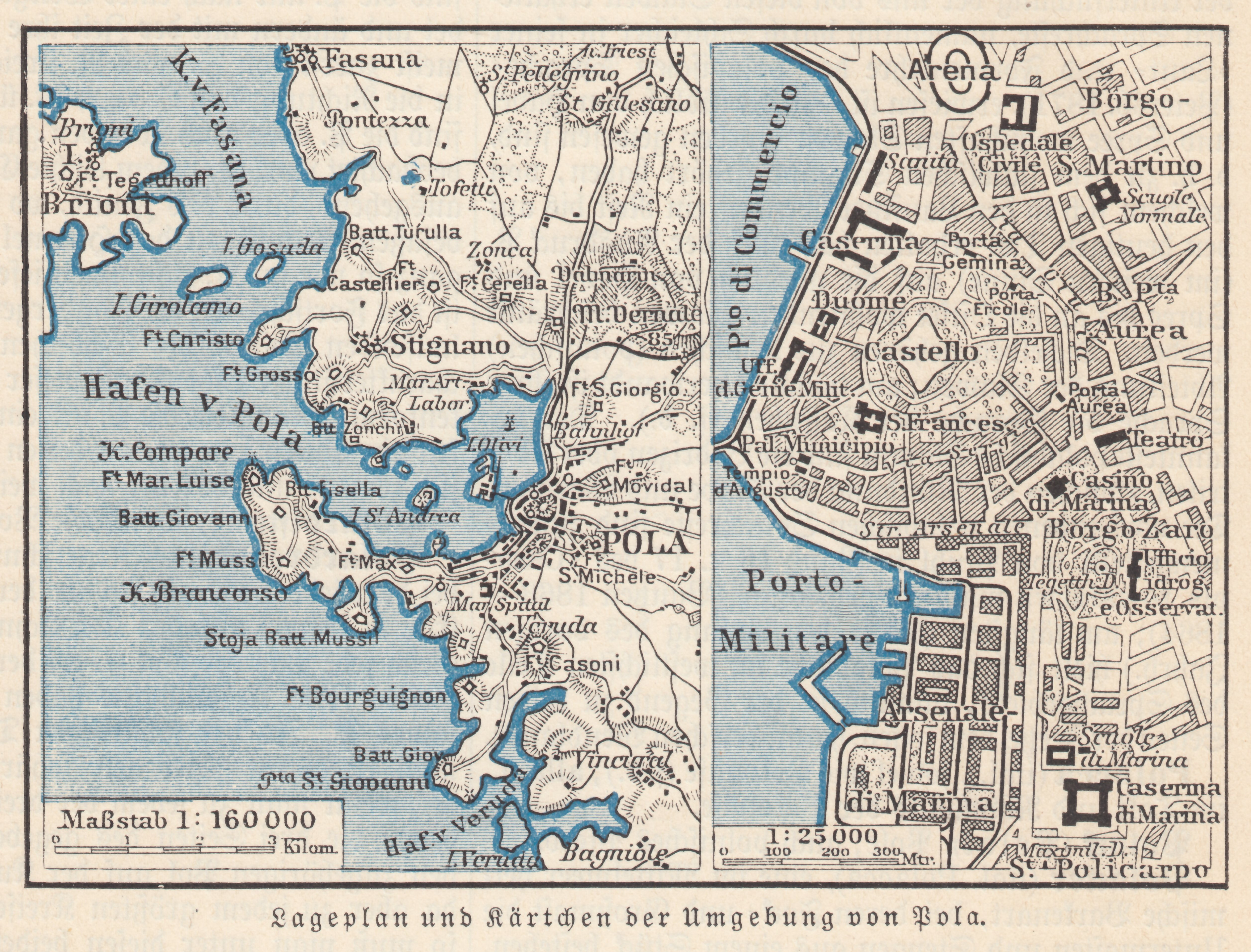
Historische Karte der näheren Umgebung und des Hafens, um 1896

In den Folgejahren erlebte Pula einen Boom, der praktisch ausschließlich auf den Ausbau zum österreichischen Hauptkriegshafen zurückzuführen war: die Bevölkerung der Stadt wuchs von 900 im Jahr 1848 auf 6551 im Jahr 1857, auf 25.179 im Jahr 1881 und schließlich 58.560 bei der letzten Volkszählung unter österreichischer Herrschaft im Jahr 1910. Sämtliche Großbauten (Werft, Marinekaserne, Maschinenschule, Marinespital, Marinegarnisonskirche, Marinekasino, Hydrographisches Amt mit Sternwarte, Infanteriekaserne, Bahnhof, sozialer Wohnbau, zivile Schulen, Hotels etc.) standen in direkter Verbindung mit dem Ausbau zum k. u. k. Hauptkriegshafen und prägen auch heute noch das gesamte Stadtbild. In der Astronomie ist Pula durch Johann Palisa bekannt, der an der dortigen Marine-Sternwarte von 1874 bis 1880 die ersten 29 seiner 123 Asteroiden entdeckte.

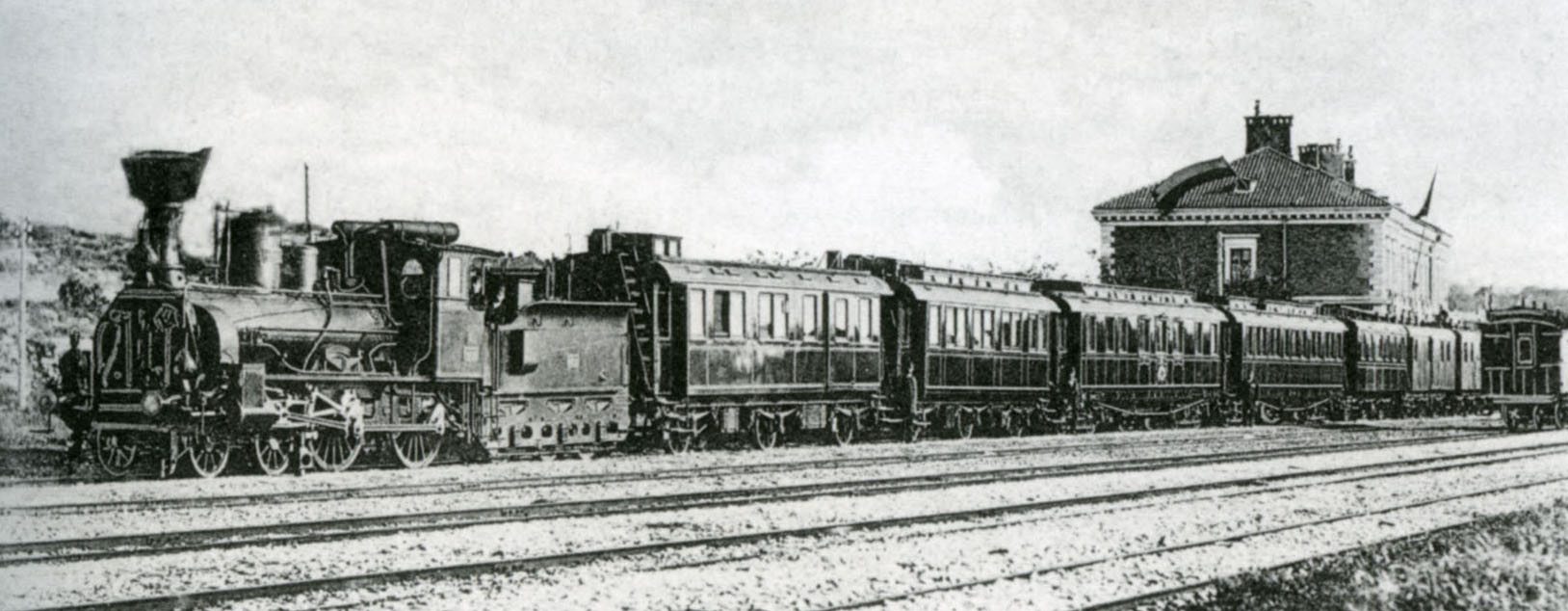
Hofzug Kaiser Franz Josephs, gebaut 1891 bei Ringhoffer in Prag, am 13. Oktober 1899 im Bahnhof Pula anlässlich eines allerhöchsten Besuchs

In Meyers Konversations-Lexikon waren der Stadt 1896 eineinhalb Druckseiten gewidmet: Pola wurde als Festung ersten Ranges bezeichnet; auf den Hügeln über der Stadt befanden sich 28 Forts, teilweise mit Panzertürmen. Zwischen der Insel Brioni / Brijuni und dem Festland befand sich der Außenhafen; der eigentliche Hafen war 8,6 km² groß, teils Handels-, teils Kriegshafen. Die Marinesektion des k. u. k. Kriegsministeriums betrieb in Pola von Trocken- und Schwimmdocks über die Marineakademie, das Hydrographische Amt, ein Artillerielaboratorium und ein Pulvermagazin bis zum Arsenal (mit 2000 Arbeitern) sämtliche für den Seekrieg wichtigen Einrichtungen. Mit den U-Booten der Monarchie waren im Ersten Weltkrieg auch die U-Boote der U-Flottille Mittelmeer der deutschen Kaiserlichen Marine hier stationiert. Noch heute erinnern der „K. u. k. Marinefriedhof“ an der Ulica Stoja (Via Stoia) und die Anlagen in der Bucht daneben an diese Zeit.
Um 1912 wurde im k. u. k. Kriegshafen Pola eine erste große Funktelegrafenstation – Radiopola – mit großer Reichweite bis zum Atlantik und zum Roten Meer errichtet.

### Seit dem Ersten Weltkrieg
Als sich am Ende des Ersten Weltkrieges am 29. Oktober 1918 der neue südslawische Staat bildete und Österreich-Ungarn dadurch seinen Zugang zum Meer verlor, ordnete Kaiser Karl I. am 30. Oktober an, die k. u. k. Kriegsflotte den Südslawen zu übergeben. Am 31. Oktober 1918 nahm Konteradmiral Horthy in Pola befehlsgemäß die Übergabe vor: Die k. u. k. Kriegsflagge wurde eingeholt, die südslawische aufgezogen, südslawische Marineoffiziere übernahmen das Kommando.
Dennoch wurde das Schlachtschiff Viribus Unitis, das nun Jugoslavia hieß und nach wie vor der Stolz der Flotte war, am 1. November 1918 um 6 Uhr früh von zwei italienischen Kampfschwimmern versenkt, die mittels eines umgebauten Torpedos Sprengsätze am Rumpf verteilt und gezündet hatten. Über 400 Seeleute starben, darunter auch der letzte Kommandant des Schiffes, Janko Vuković-Podkapelski; zu seinen und der anderen Gefallenen Ehre wurde in Pola eine Gedenktafel angebracht.
Nach dem Waffenstillstand vom 3. November 1918 wurde Pola bis zum 9. November von italienischen Truppen besetzt, die auch die Flotte übernahmen. Durch den Vertrag von Saint-Germain und weitere Friedensverträge 1919 kam die Stadt, ebenso wie ganz Istrien, zu Italien.

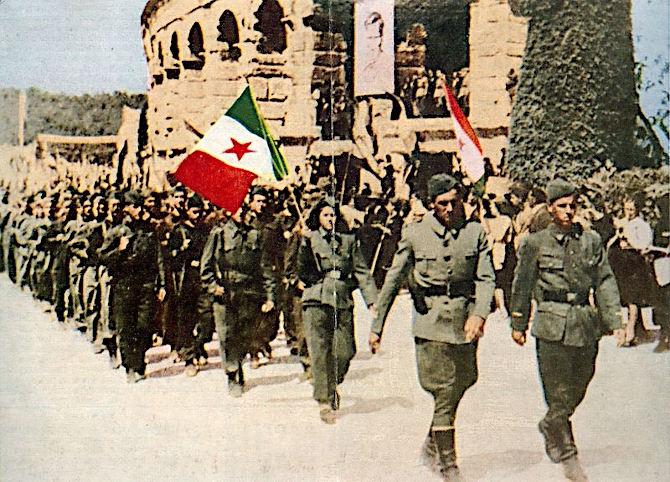
Einmarsch des italienischen Partisanenbataillons in Pula.

Am Ende des Zweiten Weltkriegs wurde die Stadt im Mai 1945 von jugoslawischen Truppen eingenommen, die sie aber spätestens am 12. Juni 1945 wieder zu verlassen hatten. Darauf und dass die Stadt dann wie das Gebiet von und um Triest von den Kriegssiegern gemeinsam verwaltet werden sollte, hatten sich die USA, Großbritannien und Jugoslawien am 9. Juni 1945 geeinigt. Pula bildete hier eine Exklave der (italienischen) Zone A in der (jugoslawischen) Zone B.
Die Stadt wurde 1947 aber nicht in das als eigener Staat konstituierte Freie Territorium Triest eingegliedert, sondern, wie im italienisch-jugoslawischen Teil des Pariser Friedensvertrags von 1947 bestimmt, der jugoslawischen Teilrepublik Kroatien zugeschlagen.

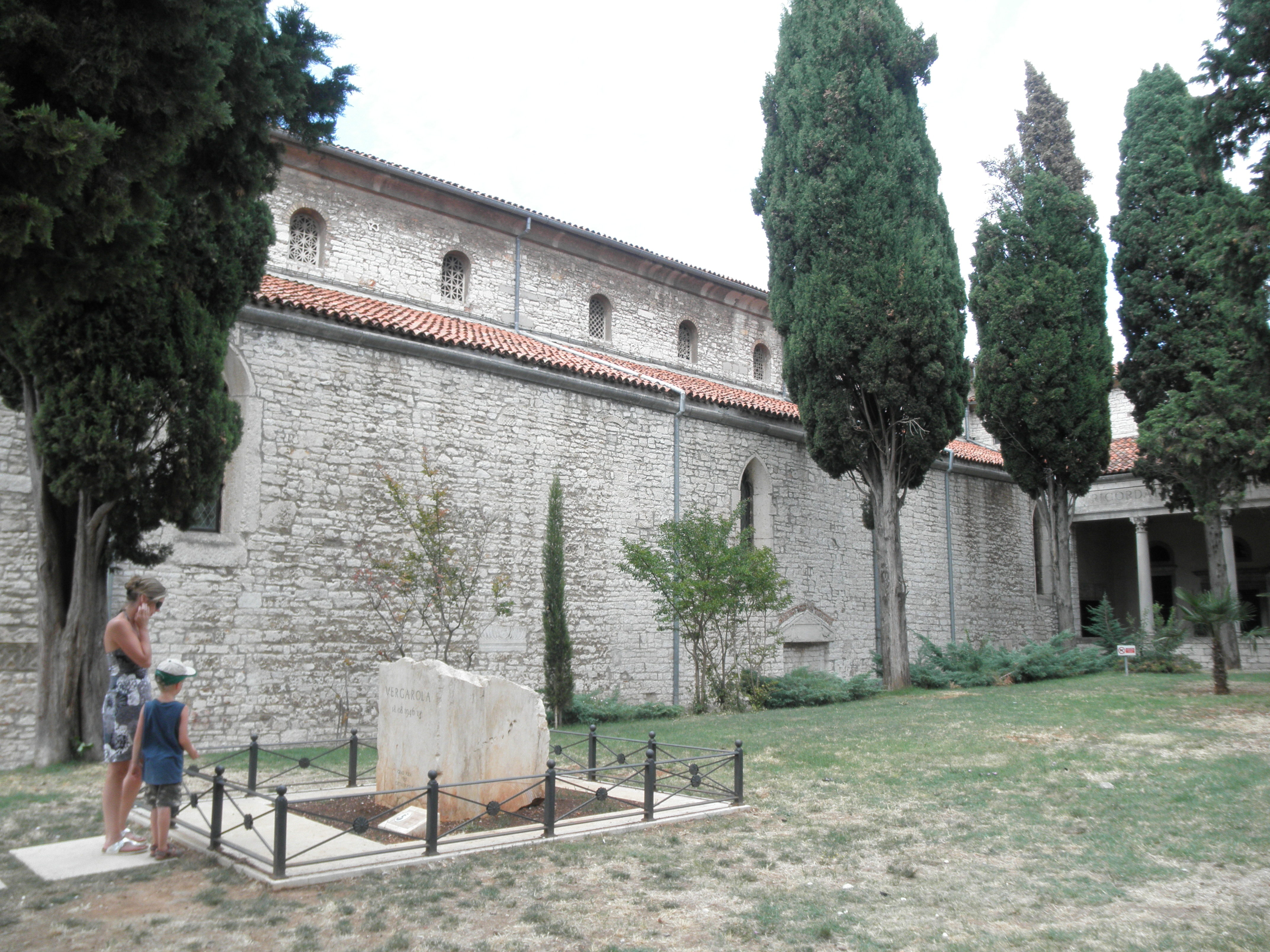
Denkmal zur Erinnerung an das Massaker von Vergarola 1946 nahe der Kathedrale von Pula

Ein Großteil der italienischen Bevölkerungsgruppe, etwa 30.000 von 34.000, wurde daraufhin vertrieben. Dazu beigetragen hat das Massaker von Vergarola. Am 18. August 1946 explodierten in der Nähe des Strandes in der Bucht von Vergarola bei Pola während des Fests eines italienischen Sportclubs in einem Pinienwald gelagerte, bereits entschärfte Minen mit neun Tonnen Sprengstoff. Die Explosion wurde dem jugoslawischen Geheimdienst OZNA angelastet und forderte offiziell 65, wahrscheinlich aber deutlich mehr Todesopfer.
Wie ganz Kroatien war Pula bis 1991 Teil Jugoslawiens. Die Pula vorgelagerte Insel Brioni (wie sie in ausländischen Medien zitiert wurde) bzw. Brijuni erlangte internationale Bekanntheit, weil der jugoslawische Staatschef Marschall Tito dort seine Sommerresidenz einrichtete, wo er von Staatsmännern aus aller Welt besucht wurde. Zudem wurde auf den Inseln 1991 das Brioni-Abkommen geschlossen, das den 10-Tage-Krieg in Slowenien beendete.

## Politik

### Kommunalwahlen

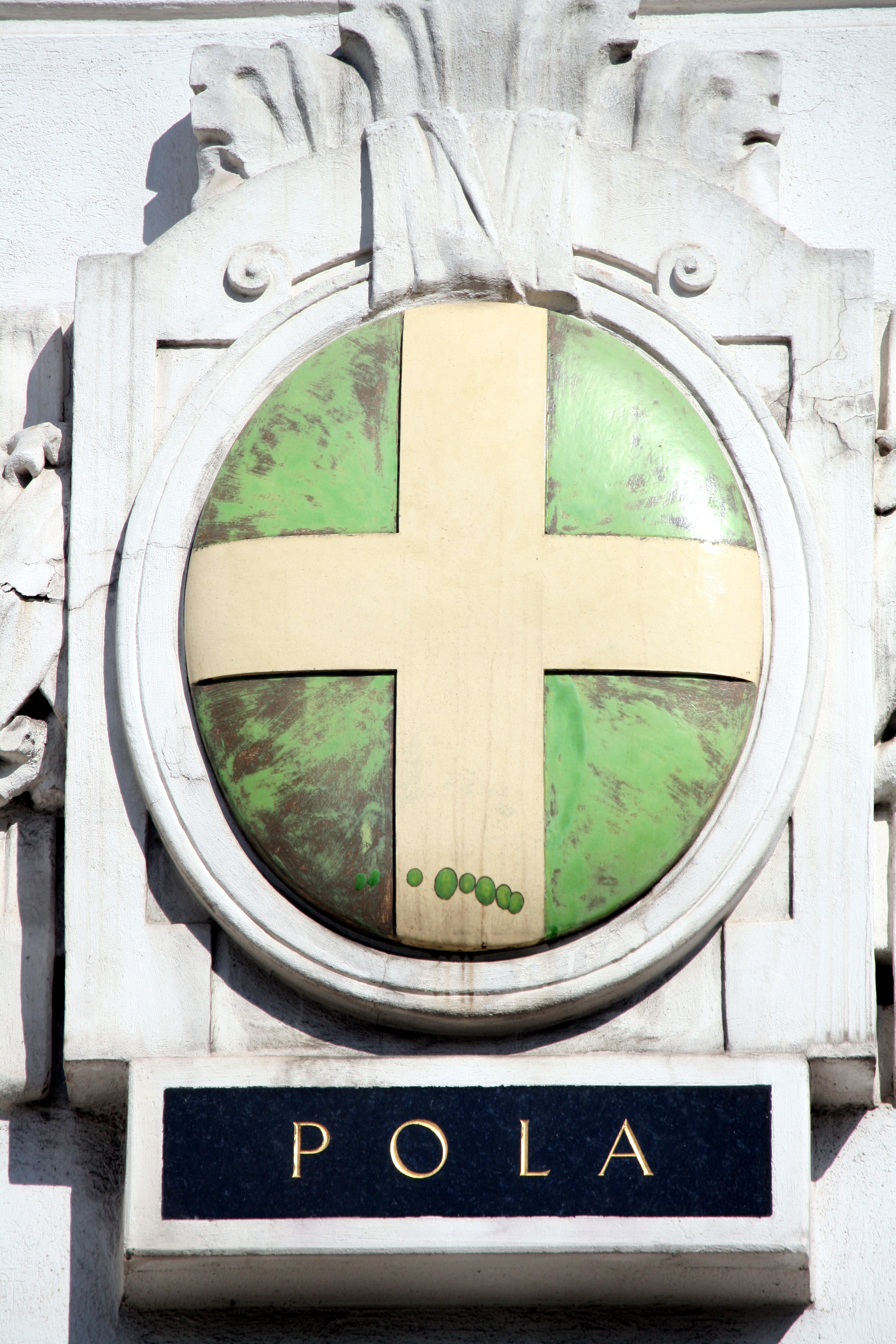
Wappen von Pola auf dem einst von der Marinesektion des k.u.k. Kriegsministeriums genutzten Amtsgebäude Marxergasse 2 in Wien.

Wappen von Pula

Bei der Kommunalwahl vom 16. Mai 2021 waren 49.278 Bürgerinnen und Bürger in Pula wahlberechtigt und aufgefordert den neuen Stadtrat sowie den neuen Bürgermeister zu wählen, wovon 19.056 Menschen ihr Wahlrecht nutzten. Dabei gab es insgesamt 18.638 (97,84 %) gültige und 412 (2,16 %) ungültige Stimmen. Bei einer Wahlbeteiligung von 38,67 % kam es zu folgendem Ergebnis:
| Parteien und Wählergemeinschaften | Parteien und Wählergemeinschaften                                                                                               | % 2021 | Stimmen 2021 | Sitze 2021 |
| --------------------------------- | --- | ------ | ------------ | ---------- |
| IDS / ISU / ZELENI                | Istarski demokratski sabor / Istarska stranka umirovljenika - Partito Istriano dei Pensionati - ISU-PIP / Zeleni savez - Zeleni | 32,1   | 5.983        | 8          |
| KLGB                              | Kandidacijska lista grupe birača – Filip Zoričić                                                                                | 16,9   | 3.146        | 4          |
| MOŽEMO / NL / ZELENA ALTERNATIVA  | Možemo! / Nova ljevica / Zelena alternativa - Održivi razvoj Hrvatske                                                           | 16,8   | 3.139        | 4          |
| SDP                               | Socijaldemokratska partija Hrvatske                                                                                             | 14,9   | 2.780        | 3          |
| HDZ                               | Hrvatska demokratska zajednica                                                                                                  | 7,6    | 1.425        | 2          |
| RF                                | Radnička fronta | 3,8    | 712          | 0          |
| HSU / HSLS                        | Hrvatska stranka umirovljenika / Hrvatska socijalno-liberalna stranka                                                           | 3,1    | 583          | 0          |
| KLGB                              | Kandidacijska lista grupe birača – Zlatko Devedžić                                                                              | 1,8    | 334          | 0          |
| DP                                | Domovinski pokret | 1,6    | 298          | 0          |
| DEMOKRATI / HSS / HL              | Demokrati / Hrvatska seljačka stranka / Hrvatski laburisti – Stranka rada                                                       | 1,3    | 238          | 0          |
| Gesamt                            | Gesamt | 100    | 18.638       | 21         |
| Wahlbeteiligung                   | Wahlbeteiligung | 38,7 % | 38,7 %       | 38,7 %     |

### Bürgermeister
Bei der Wahl des Bürgermeisters im Mai 2021 waren die Einwohner in der Stadt Pula aufgerufen, ein neues Oberhaupt zu wählen. Filip Zoričić setzte sich gegen seine Kontrahentin Elena Puh Belci im zweiten Wahlgang durch und wurde für seine erste Amtszeit mit 10.666 Stimmen (56,46 %) bestätigt.

### Wappen
Das historische Wappen der Stadt ist ein grüner Wappenschild belegt mit einem goldenen Kreuz. Das Verhältnis von Schildbreite zur Höhe des Schildes beträgt 5:6. Die Arme des Kreuzes berühren den Rand des Schildes.

### Städtepartnerschaften

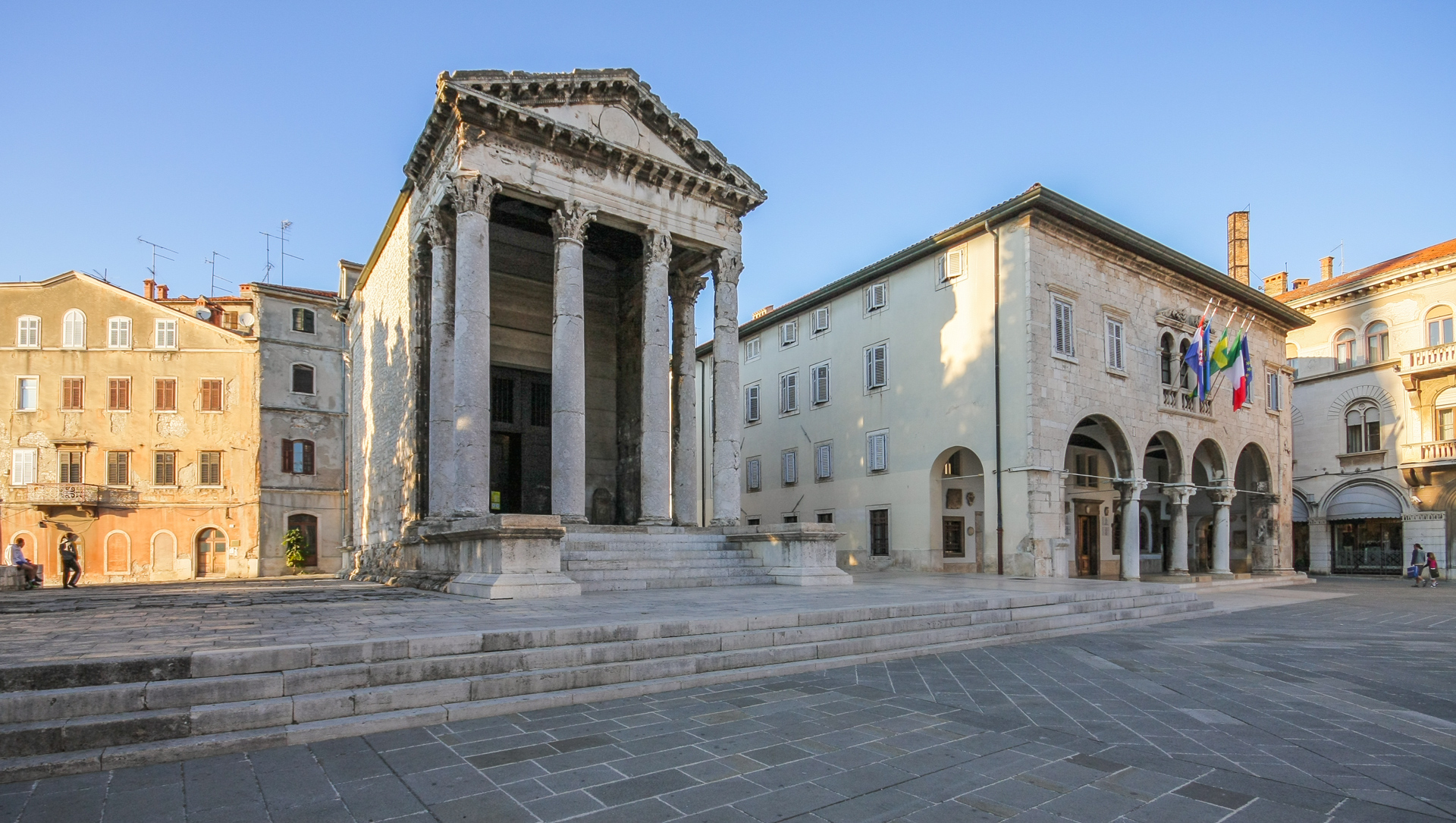
Augustustempel und Rathaus

Pula listet folgende acht Partnerstädte auf:
| Stadt                    | Land                    | seit               |
| ------------------------ | ----------------------- | ------------------ |
| Čabar                    | Kroatien                | 1974               |
| Graz                     | Österreich              | 1972               |
| Hekinan                  | Japan                   | 2007               |
| Imola                    | Italien                 | 1973               |
| Sarajevo                 | Bosnien und Herzegowina | 2012               |
| Trier                    | Deutschland             | 1971, 8. September |
| Verona                   | Italien                 | 1980               |
| Villefranche-de-Rouergue | Frankreich              | 2008               |

Außerdem bestehen Partnerschaften mit:
- Kranj,  Slowenien
- Maschhad,  Iran
- Uschhorod,  Ukraine

## Bevölkerung

### Bevölkerungsentwicklung
Die Stadt hatte 1851 ungefähr 1100, im Jahr 1880 rund 25.000 und 1890 fast 39.000 Einwohner, darunter 5900 Militärangehörige. Nach der k. k. Volkszählung von 1900 lebten in Pula inklusive Garnison 40.641 Menschen, davon 24.056 Italiener (59 %), 10.388 Kroaten (26 %), 4.654 Deutsche (11 %) sowie 1.543 Slowenen (4 %).
Laut Volkszählung 2011 sind die Kroaten mit einem Anteil von 70,14 % der Einwohner die überwiegende Mehrheit der Bevölkerung. 29,86 % gehören anderen ethnischen Gruppen an, von denen die Serben mit 6,01 % und die Italiener mit 4,43 % die beiden größten in Pula sind. Außerdem leben Slowenen, Bosniaken, Albaner, Ungarn, Deutsche, Sinti und Roma in Pula. Die jüdische Gemeinde zählt heute 30 bis 50 Mitglieder.
Die Stadt Pula ist offiziell zweisprachig. Neben Kroatisch gilt das Italienische als zweite Amtssprache. Im Hinterland wird die istriotische Sprache gesprochen, die älteste Sprache Istriens.
| Bevölkerungsentwicklung | Bevölkerungsentwicklung | Bevölkerungsentwicklung | Bevölkerungsentwicklung | Bevölkerungsentwicklung | Bevölkerungsentwicklung | Bevölkerungsentwicklung | Bevölkerungsentwicklung | Bevölkerungsentwicklung | Bevölkerungsentwicklung | Bevölkerungsentwicklung | Bevölkerungsentwicklung | Bevölkerungsentwicklung | Bevölkerungsentwicklung | Bevölkerungsentwicklung | Bevölkerungsentwicklung | Bevölkerungsentwicklung | Bevölkerungsentwicklung |
| ----------------------- | ----------------------- | ----------------------- | ----------------------- | ----------------------- | ----------------------- | ----------------------- | ----------------------- | ----------------------- | ----------------------- | ----------------------- | ----------------------- | ----------------------- | ----------------------- | ----------------------- | ----------------------- | ----------------------- | ----------------------- |
| 1857                    | 1869                    | 1880                    | 1890                    | 1900                    | 1910                    | 1921                    | 1931                    | 1948                    | 1953                    | 1961                    | 1971                    | 1981                    | 1991                    | 2001                    | 2011                    | 2021                    |                         |
| 3628                    | 10601                   | 25390                   | 31498                   | 36143                   | 59498                   | 38591                   | 44219                   | 20812                   | 28259                   | 37099                   | 47156                   | 56153                   | 62378                   | 58594                   | 57460                   | 52220                   |                         |

(Die Stadt entstand aus der alten Gemeinde Pula. Die Tabelle enthält einen Teil der Daten in den Jahren 1857 und 1869 der Gemeinde Ližnjan und in den Jahren 1857, 1869 und 1921 einen Teil der Daten der Gemeinde Fažana. Bis 1991 enthält die Tabelle einen Teil der Daten der Gemeinde Medulin. Von 1880 bis 1910 wurde die damalige Siedlung unter dem Namen Pulj registriert. In den Jahren 1857 und 1869 sind Daten für die Ortschaft Jadreški mit der Gemeinde Ližnjan sowie für die ehemalige Siedlung Štinjan enthalten, die von 1857 bis 1948 als eigenständige Siedlungen registriert waren. Im Jahr 2001 wurde Pula durch die Trennung der Siedlungen Pješčana Uvala, Valbonaša, Vinkuran und Vintijan verkleinert. Bis 1991 enthält die Tabelle Daten für die Siedlungen Pješčana Uvala und Valbonaša. Für die Jahre 1857, 1869, 1921, 1981 und 1991 enthält sie Daten für die Siedlungen Vinkuran und Vintijan und für das Jahr 1910 Daten für die Siedlung Vintijan. Quellen: Veröffentlichungen des Staatlichen Statistischen Amtes der Republik Kroatien. )

### Religion
Nachdem viele orthodoxe Serben Pula verlassen haben, gehört zweifellos die religiöse Mehrheit den katholischen Einwohnern von Pula, wogegen die orthodoxen Gläubigen die zweitstärkste Gruppierung bilden. Die Protestanten und die Muslime repräsentieren sich mit einstelligen Prozentsätzen.
Die byzantinische Kapelle der Heiligen Mara Formosa (kapelica sv. Marije Formose) wurde im 6. Jahrhundert errichtet. Eine seinerzeit hinzu gekommene gleichnamige Basilika wurde im 16. Jahrhundert zerstört. Die architektonische Gestaltung der Kapelle lehnt sich an das Bild eines griechischen Kreuzes an und zeigt Parallelen zu Kirchen in Ravenna.
Kirche St. Franziskus mit Franziskaner-Kloster (Samostan i crkva sv. Franje). Die einschiffige, spätromanische Kirche geht auf einen Bau im 13. Jahrhundert zurück; eine Erwähnung findet sich in 1314. Das Franziskaner-Kloster entstand im 14. Jahrhundert und zeigt im Kreuzgang an einigen Stellen in der Kunstausschmückung römischen Einfluss.
Die Kathedrale Mariä Himmelfahrt (Katedrala Uznesenja Blažene Djevice Marije) wurde ab dem 6. Jahrhundert errichtet, wobei Mauerreste früherer kirchlicher Bauten gefunden wurden. Der Ausbau setzte sich fort bis ins 10. Jahrhundert, allerdings kam es später zu gravierenden Zerstörungen und Verwüstungen, die den Genuesern und in Folge den Venezianern zugeschrieben wurden. Ein weitgehender Wiederaufbau erfolgt dann im 15. Jahrhundert. Durch Hinzufügung einer Fassade im Stil der Spätrenaissance im 16. Jahrhundert bekam die Kathedrale ihr heutiges Aussehen. Ab 1671 wurde ein freistehender Glockenturm vor der Kirche erbaut.
Die orthodoxe Kirche St. Nikolaus (Pravoslavna crkva sv. Nikole) geht ebenfalls auf das 6. Jahrhundert zurück. Sie besitzt eine polygonale Apsis und wurde im 10. Jahrhundert weiter ausgebaut. Die Kirche verfügt über einige Ikonen aus dem 15. und 16. Jahrhundert sowie eine Ikonostase aus dem 18. Jahrhundert.

Panorama des Amphitheaters

## Sehenswürdigkeiten

### Antike Bauwerke
- Eine der Hauptsehenswürdigkeiten und zugleich das Wahrzeichen der Stadt ist das Amphitheater Pula, welches unter Kaiser Augustus erbaut und unter Kaiser Vespasian erweitert wurde. Es hat eine Größe von 133 Meter × 105 Meter, bot etwa 23.000 Menschen Platz und ist damit eines der größten von den Römern erbauten Amphitheater. Die in großen Teilen bis zur ursprünglichen Höhe von 32,5 Metern erhaltene Fassade ist nach neuerer Ansicht ebenfalls augusteisch.[21]
- Ein weiteres gut erhaltenes römisches Monument ist der Sergierbogen, der zwischen 29 und 27 vor Christus zur Erinnerung an den Sieg Octavians in der Schlacht bei Actium erbaut wurde. Sehenswert sind auch der Augustustempel (2 v. Chr. bis 14 n. Chr.) und das Archäologische Museum Istriens (AMI) mit dem Doppeltor Porta Gemina als Zugang zum Hauptgebäude des Museums.[22]
- Das römische Theater aus dem 2. Jahrhundert wurde innerhalb der alten Stadtmauern am Osthang des Zentralhügels errichtet. Auf einer Länge von etwa 62 Metern sind das Bühnengebäude, die halbkreisförmigen Orchester und die halbkreisförmige Treppe des Zuschauerraums, die teilweise in den Felsen des Hügels geschnitten sind, erhalten geblieben. Das antike Gebäude wurde durch drei Eingänge betreten, von denen sich einer auf der Nordseite in einem Felsen gehauenen Gang befand und über eine Straße erreichbar war. Innerhalb des Gebäudekomplexes befindet sich eine große alte Zisterne, die sich auf einem Hang über dem Auditorium befindet.[23]
- Die Porta Gemina wurde Ende des 2. Jahrhunderts erbaut und war zu damaliger Zeit der Haupteingang zum antiken Theater. Bei dem antiken Bauwerk handelt es sich um eine einfache Konstruktion mit zwei gewölbten Durchgängen, die von drei Halbsäulen auf hohen Sockeln mit zusammengesetzten Kapitellen gestützt werden. Der Bogen wurde mit einem profilierten Balken abgeschlossen. Im Gewölbe der Bögen, im oberen Teil über jeder Öffnung, sind Schlitze zum Absenken der Schlossvorrichtung sichtbar, mit denen die Tore abgeschlossen werden konnte.[24]
- Der Augustustempel in Pula stammt aus dem ersten Jahrzehnt n. Chr. und ist der Göttin Roma und dem Kaiser Augustus geweiht. Er befindet sich auf dem Forum im Stadtzentrum und war Teil der Kapitolinischen Triade, einem Komplex von zu damaliger Zeit drei Tempeln. Es stellt eines der schönsten Beispiele römischer Kultarchitektur dar, mit einem starken Einfluss späthellenistischer Kunst, der in den Verzierungen von Friesen und Kapitellen sichtbar ist. Der Grundriss besteht aus einem quadratischen Altarraum mit tiefem Vorbau auf einem hohen Sockel mit vier Säulen an der Giebelfassade.[25]

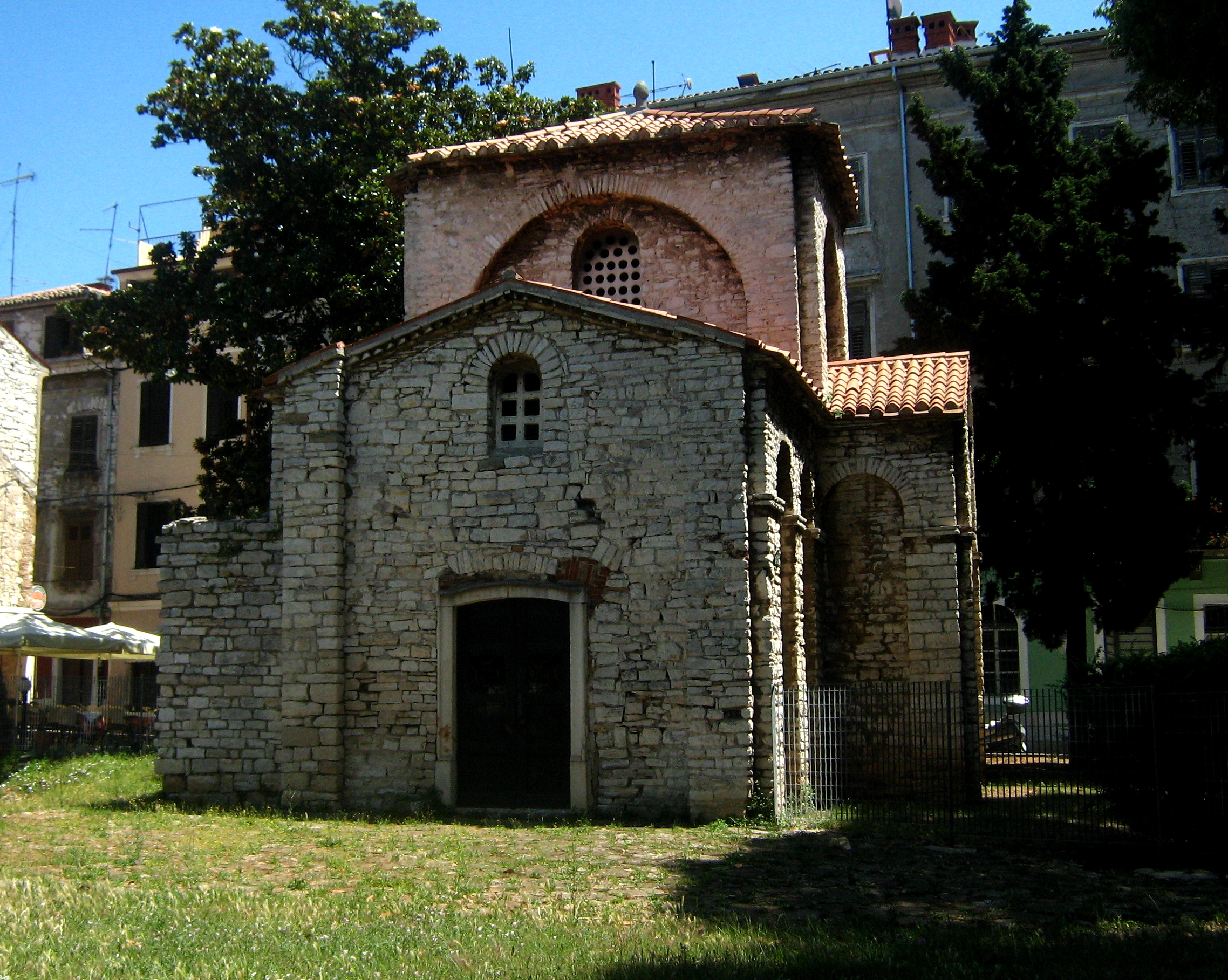
Kapelle der Heiligen Maria Formosa
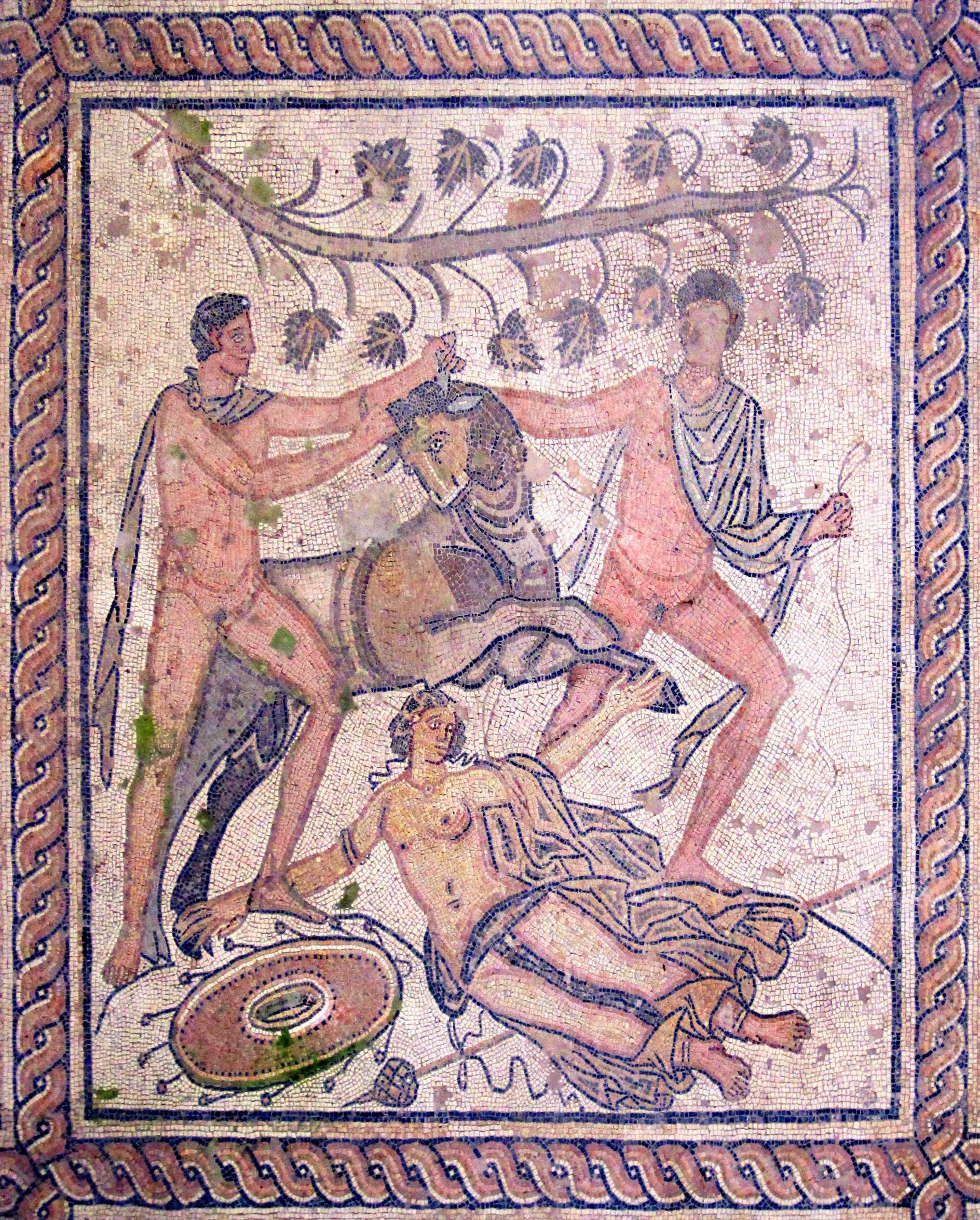
Teil eines römischen Bodenmosaiks in der Altstadt
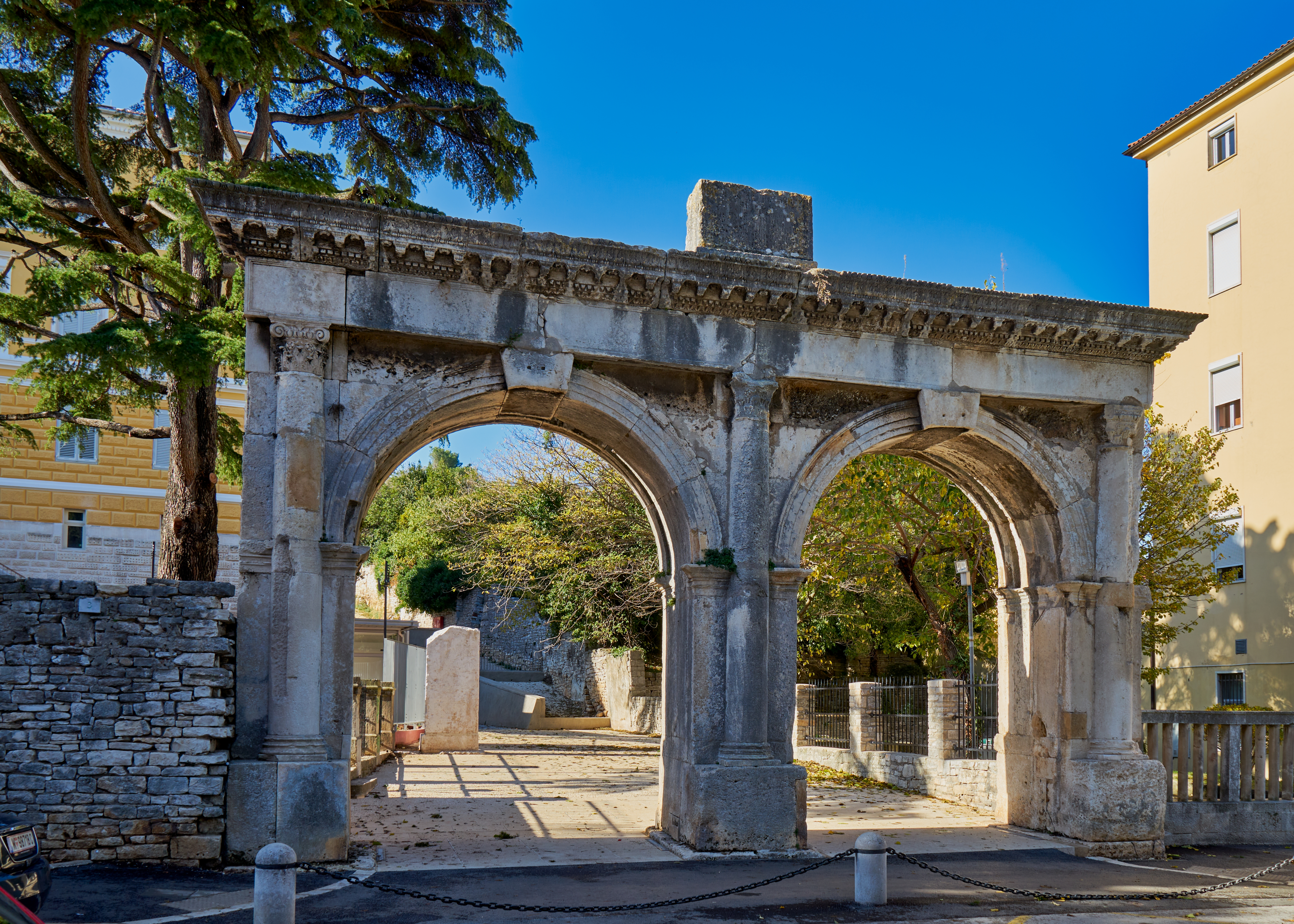
Porta Gemina
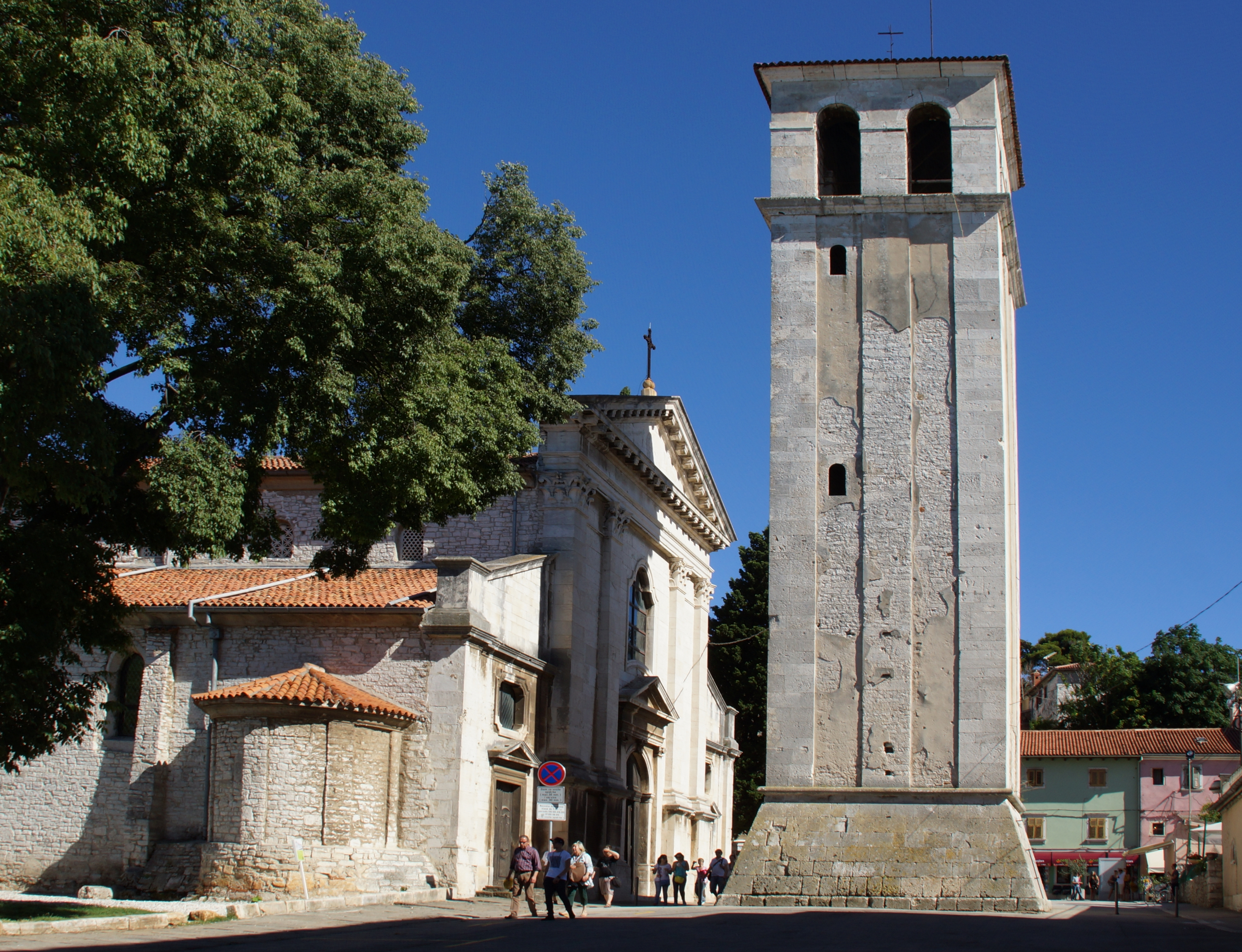
Kathedrale Mariä Himmelfahrt
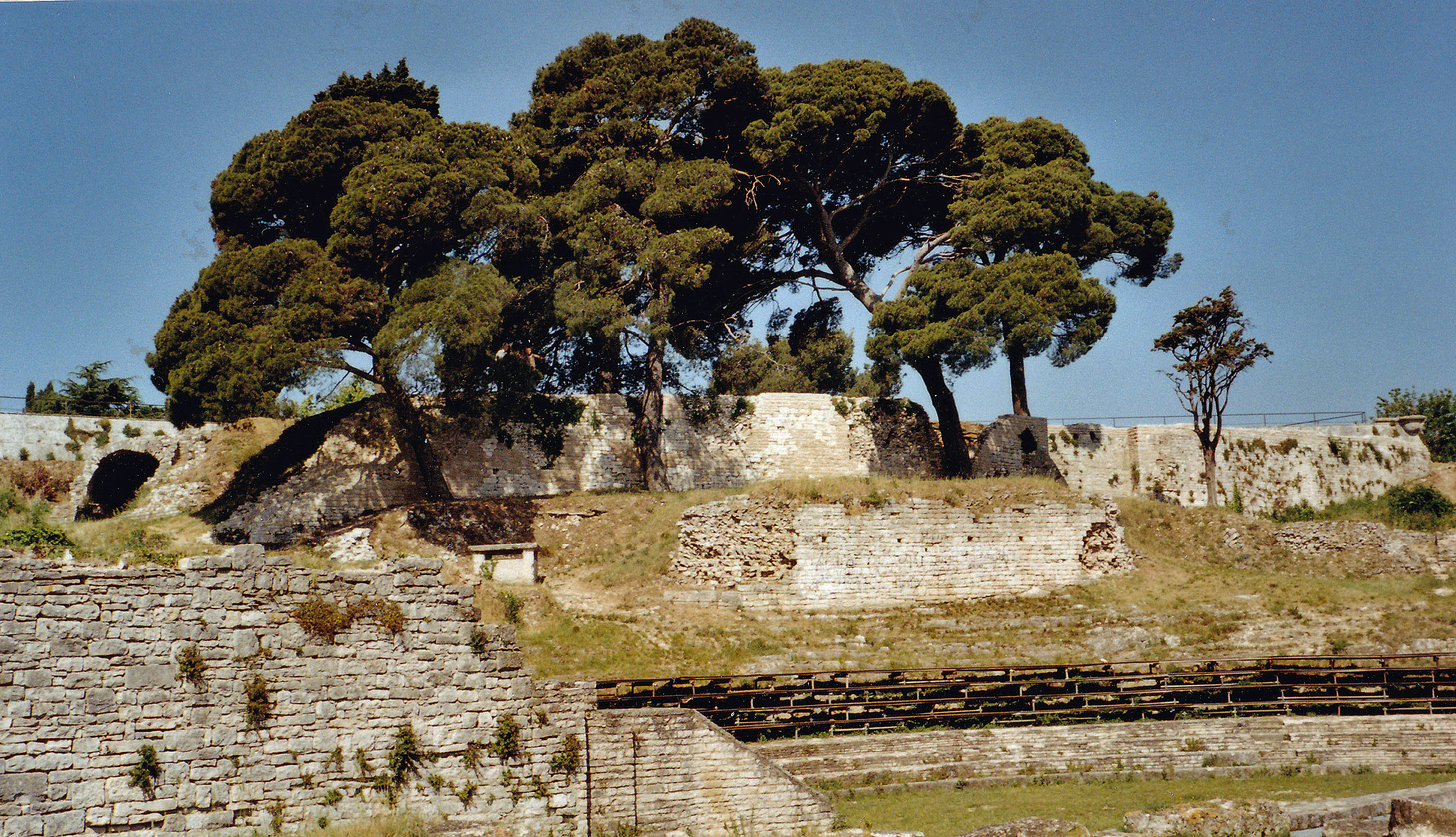
Römisches Theater
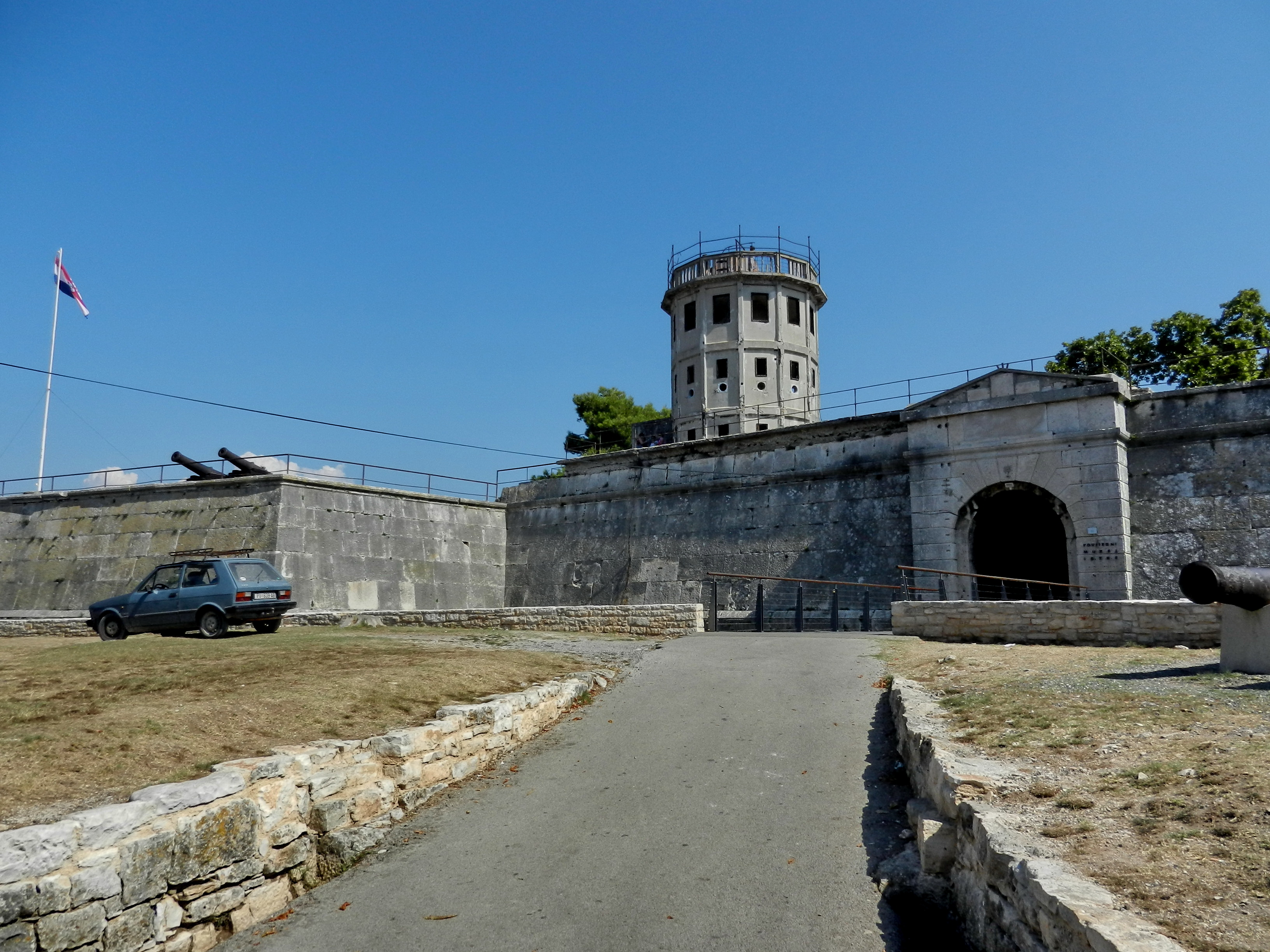
Festung Kaštel
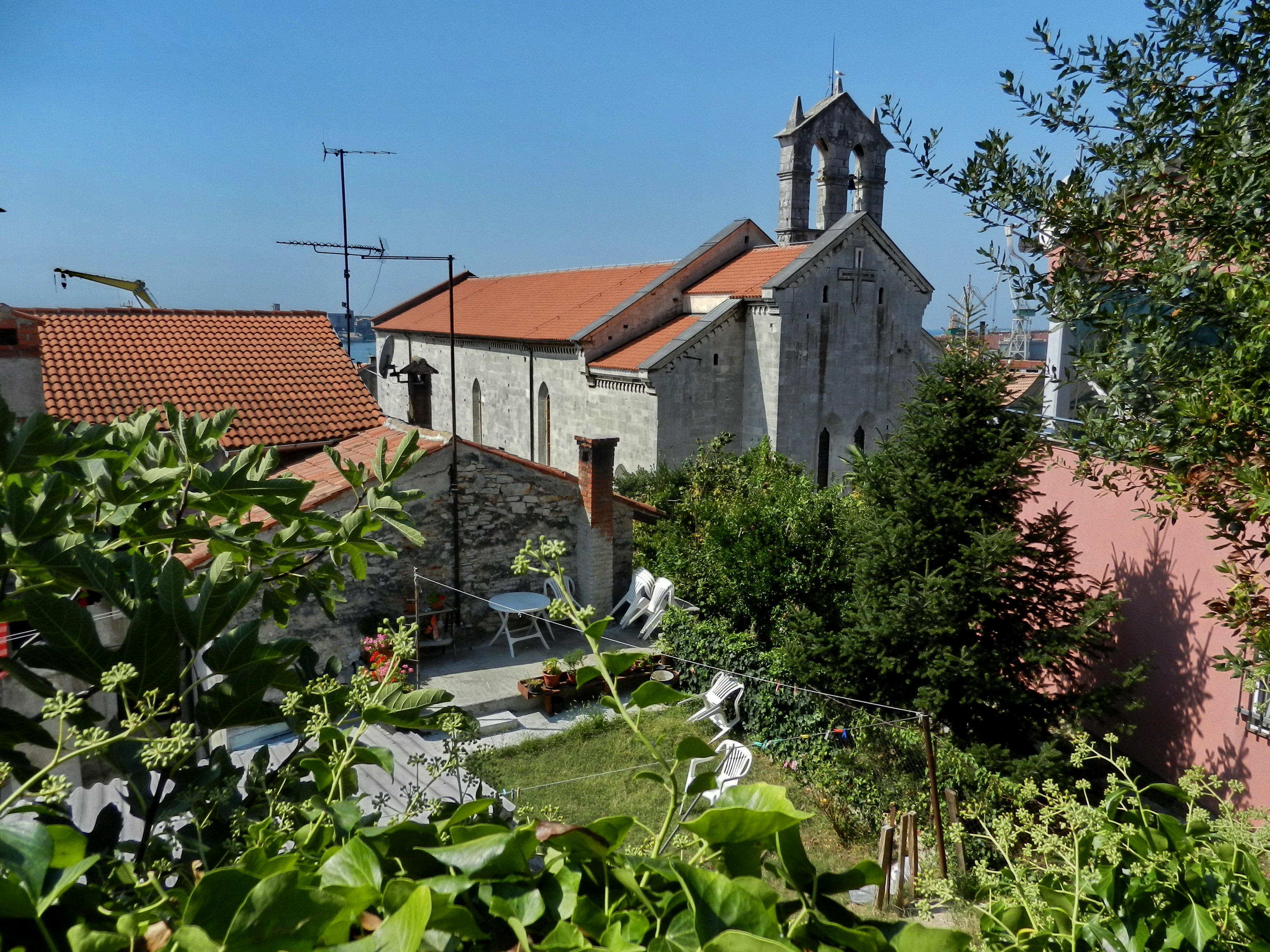
Franziskanerkirche

### Kirchen und Klöster
- Die Kathedrale der Heiligen Jungfrau Maria in Pula besteht aus einer dreischiffigen Kirche, einem Glockenturm und einem Pfarrhaus sowie archäologischen Überresten der Vorgängerkirche aus dem 4. Jahrhundert. Das Gotteshaus wurde nach zwei Bränden im Jahr 1242 und im 15. Jahrhundert wieder aufgebaut. Bis zum 20. Jahrhundert wurden Erweiterungen und Umbauten an dem Gebäude durchgeführt und die klassizistische Fassade wurde erst in den 1920er Jahren fertiggestellt.[26]
- Die Kirche des Heilige Franziskus und das dazugehörige Kloster wurden in der zweiten Hälfte des 13. Jahrhunderts erbaut. Die Klosteranlage befindet sich im Stadtzentrum, an der Stelle früherer antiker Bauwerke sowie einer frühchristlichen Kirche des Heiligen Johannes des Täufers. Ein Teil des Mosaiks aus dieser Zeit ist erhalten geblieben. Bei der Kirche handelt es sich um ein einschiffiges Gebäude mit rechteckigem Grundriss sowie einem Altarraum mit drei rechteckigen Apsiden. An der Stirnwand des Heiligtums sind die Überreste gotischer Fresken mit Heiligendarstellungen erhalten. Das Kloster mit rechteckigem Grundriss bildet zusammen mit dem Kirchengebäude und dem geschlossenen Kreuzgang eine Einheit. Im Nordostflügel befinden sich eine Sakristei und ein Kapitelsaal, der sich zum Kreuzgang hin öffnet, mit einem monumentalen gotischen Portal sowie Zellen für Mönche. Im Nordwestflügel befand sich ursprünglich ein Refektorium und eine Küche. In der Mitte des Klosterhofes befindet sich ein Garten mit einem Brunnen, der von einer Veranda umgeben ist. Das Kloster wurde mehrmals in den vergangenen Jahrhunderten umgebaut und erhielt Anfang des 18. Jahrhunderts sein endgültige Aussehen.[27]
- Die orthodoxe Kirche des Heiligen Nikolaus wurde auf den Fundamenten eines älteren Gebäudes aus dem 6. Jahrhundert erbaut. Das einschiffige Gotteshaus hat eine markante, im Kirchenschiff getrennte polygonale Apsis. Die Außenfassaden der Kirche beinhalten flache Balken, zwischen denen die Pilzbogentüren und die hohen Fenster geschlossen sind. Ein romanischer Glockenturm mit quadratischem Grundriss wurde nordwestlich der Kirche errichtet.[28]
- Die heutigen Reste der dreischiffigen Basilika der Heiligen Marija Formosa mit polygonalen Apsiden und zwei seitlichen Gedächtniskapellen wurde in der Mitte des 6. Jahrhunderts erbaut. Neben dem ehemaligen Kirchenkomplex befand sich der Sitz des Bischofsvertreters und ein Benediktinerkloster. Die südliche Gedächtniskapelle ist noch erhalten geblieben. Sie hat einen Kreuzgrundriss und im Inneren sind Spuren von Mosaiken sowie gotische Fresken aus damaliger Zeit. Dagegen sind von der Kirche nur noch Überreste des Fundamentes und der nördlichen Mauer erhalten.[29]

### Festungen
- Die Festung Kaštel befindet sich auf einer Anhöhung, etwa 34 Meter über dem Meeresspiegel, im Stadtzentrum von Pula und wurde zwischen 1630 und 1633 erbaut. Die Festung im Stil des Barock wurde auf den Ruinen einer älteren und mittelalterlichen Burg errichtet. Diese hingegen wurde auf den Überresten einer Burgsiedlung aus der Bronzezeit und Römerzeit errichtet. Der Baumeister der Anlage war damals der französische Militäringenieur Antoine de Ville. Ursprünglich wurde sie als rechteckige Festung in toskanischer Architektur mit kürzeren Flanken konzipiert. Die Anlage enthält vier quadratische Bastionen, die für insgesamt 24 Kanonen vorgesehen waren. Außerdem wird das Ganze von einem Verteidigungsgraben umgeben. Sie enthält einen geräumigen Hof mit Unterkünften für die Soldaten, eine Waffenkammer, eine Wohnung des Provveditores sowie einem Brunnen. Im 17. und 18. Jahrhundert wurde die Festung weiter ausgebaut, verändert und ergänzt. Um das Kastell herum befinden sich eine Stützmauer, eine römische Zisterne und ein kleineres Wasserreservoir. Heute befindet sich dort das Schifffahrtsmuseum Istriens.[30][31]

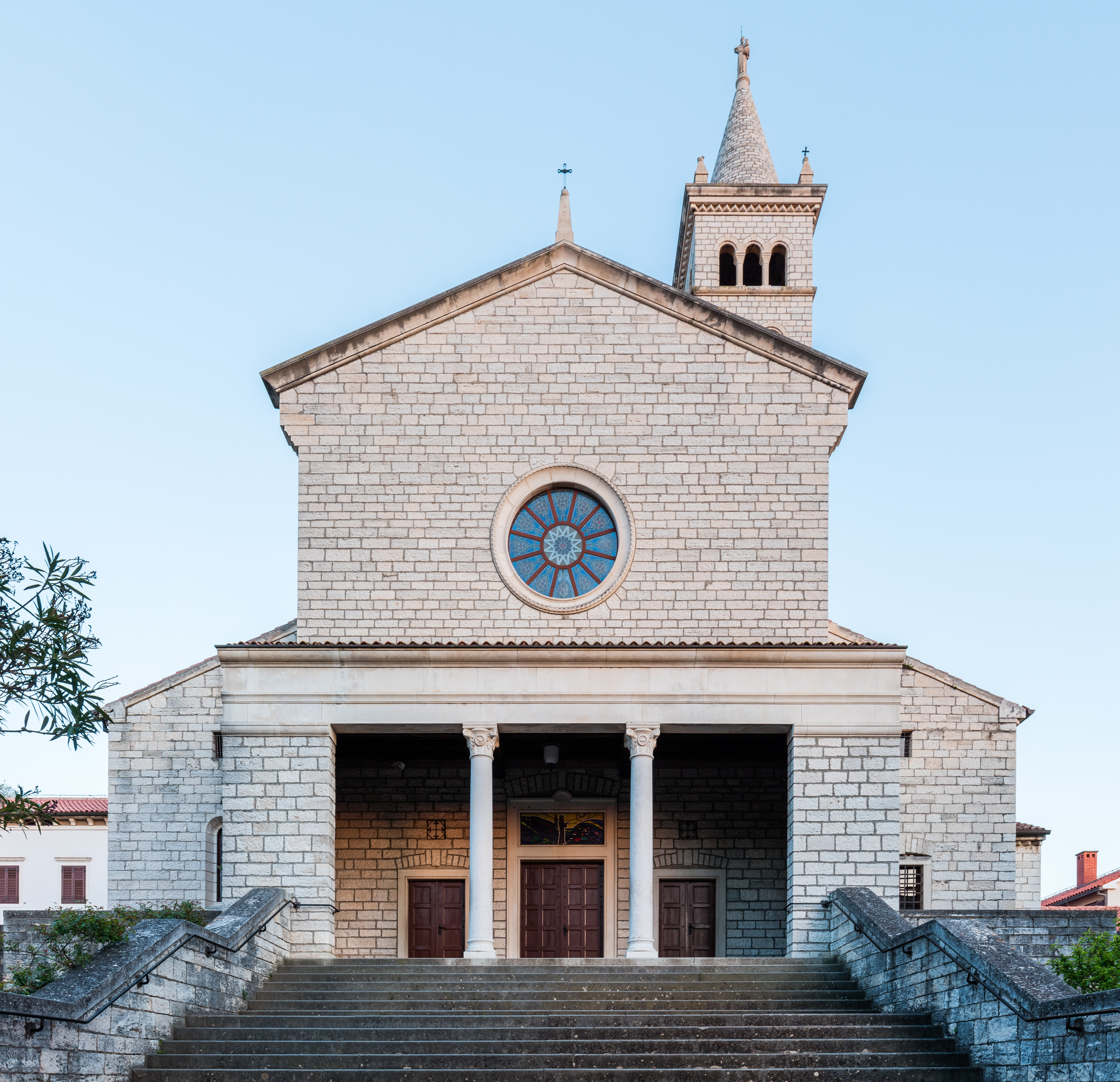
Kirche des Heiligen Antonius
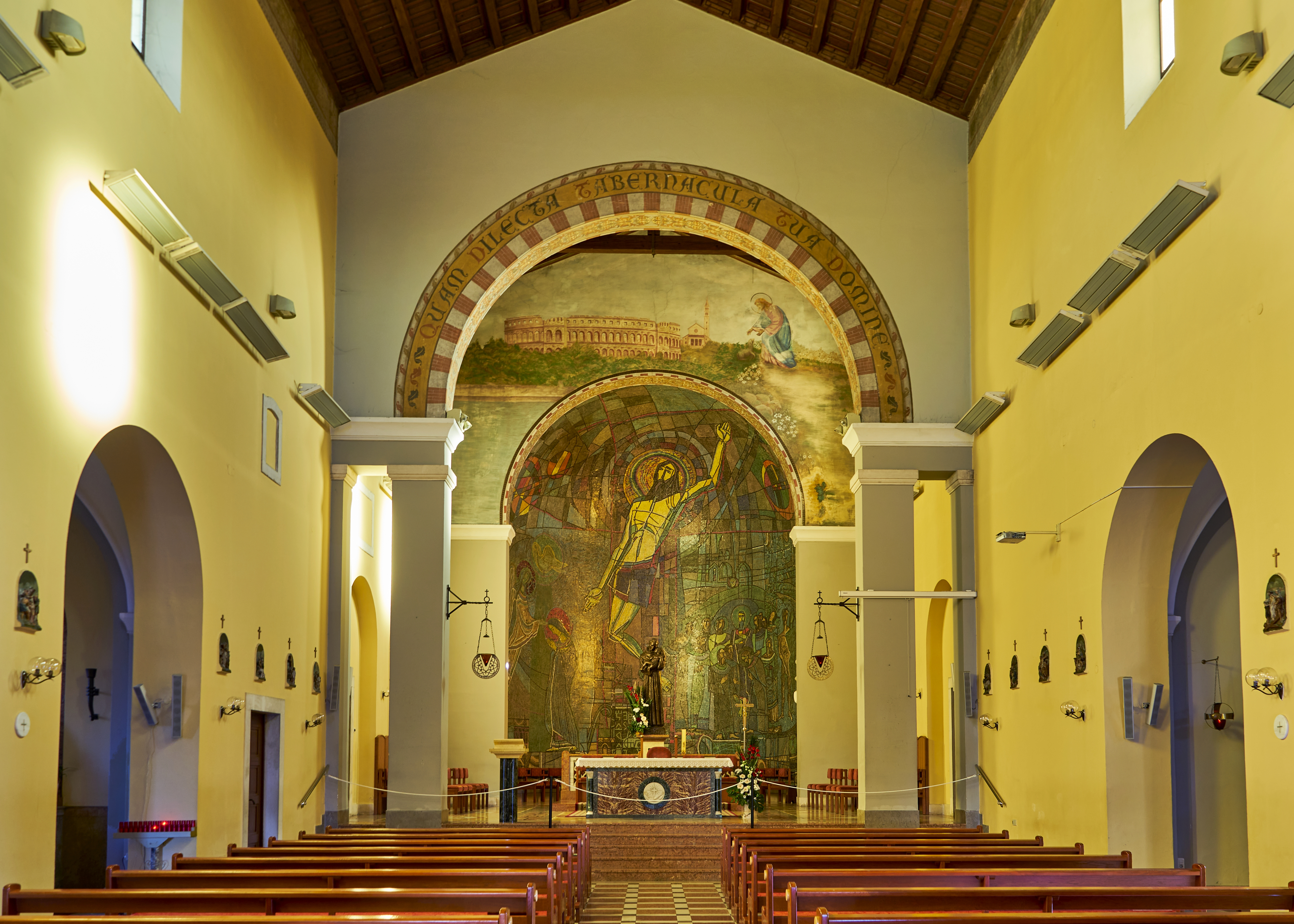
Altaransicht der Antoniuskirche
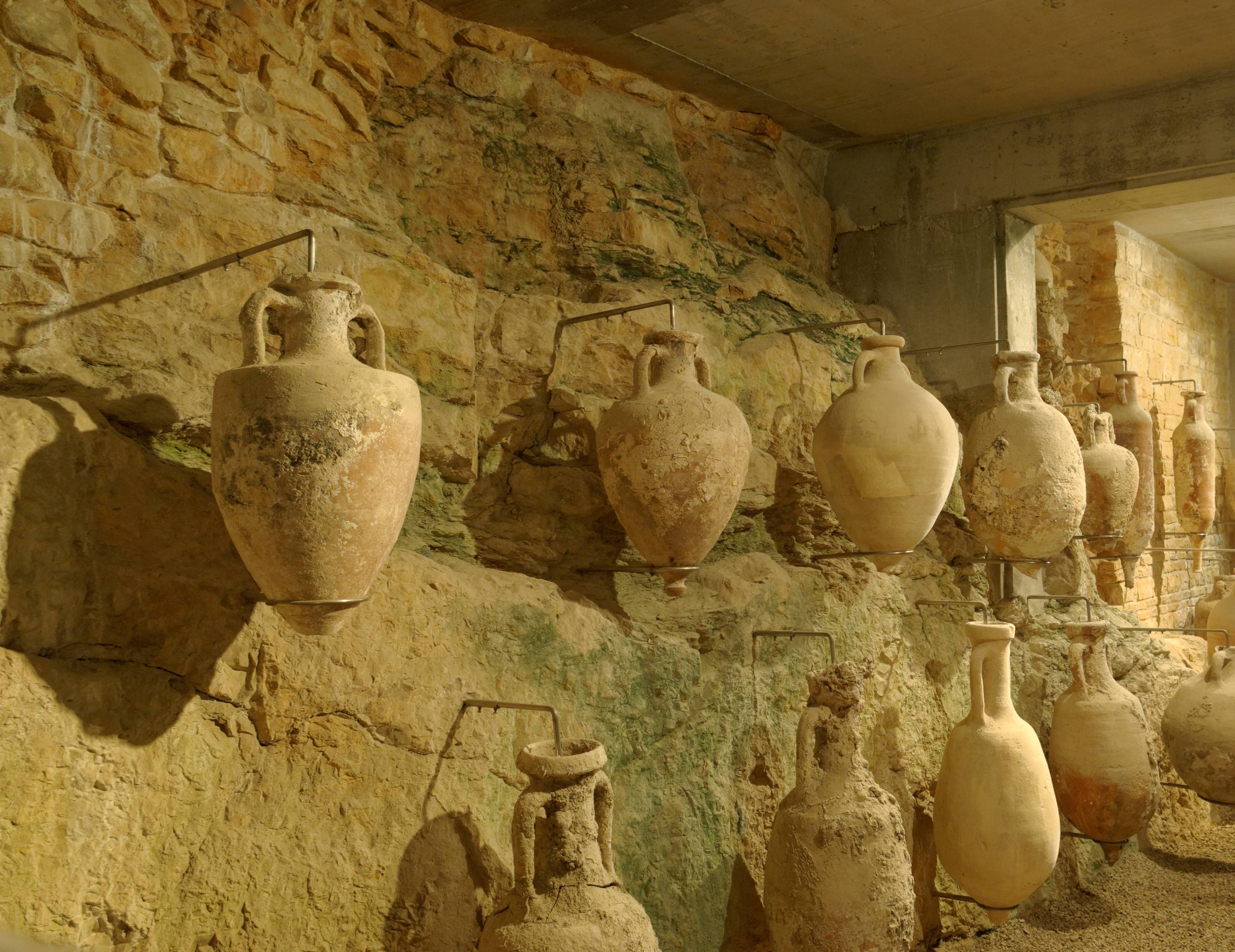
Museum in den Katakomben des Amphitheaters
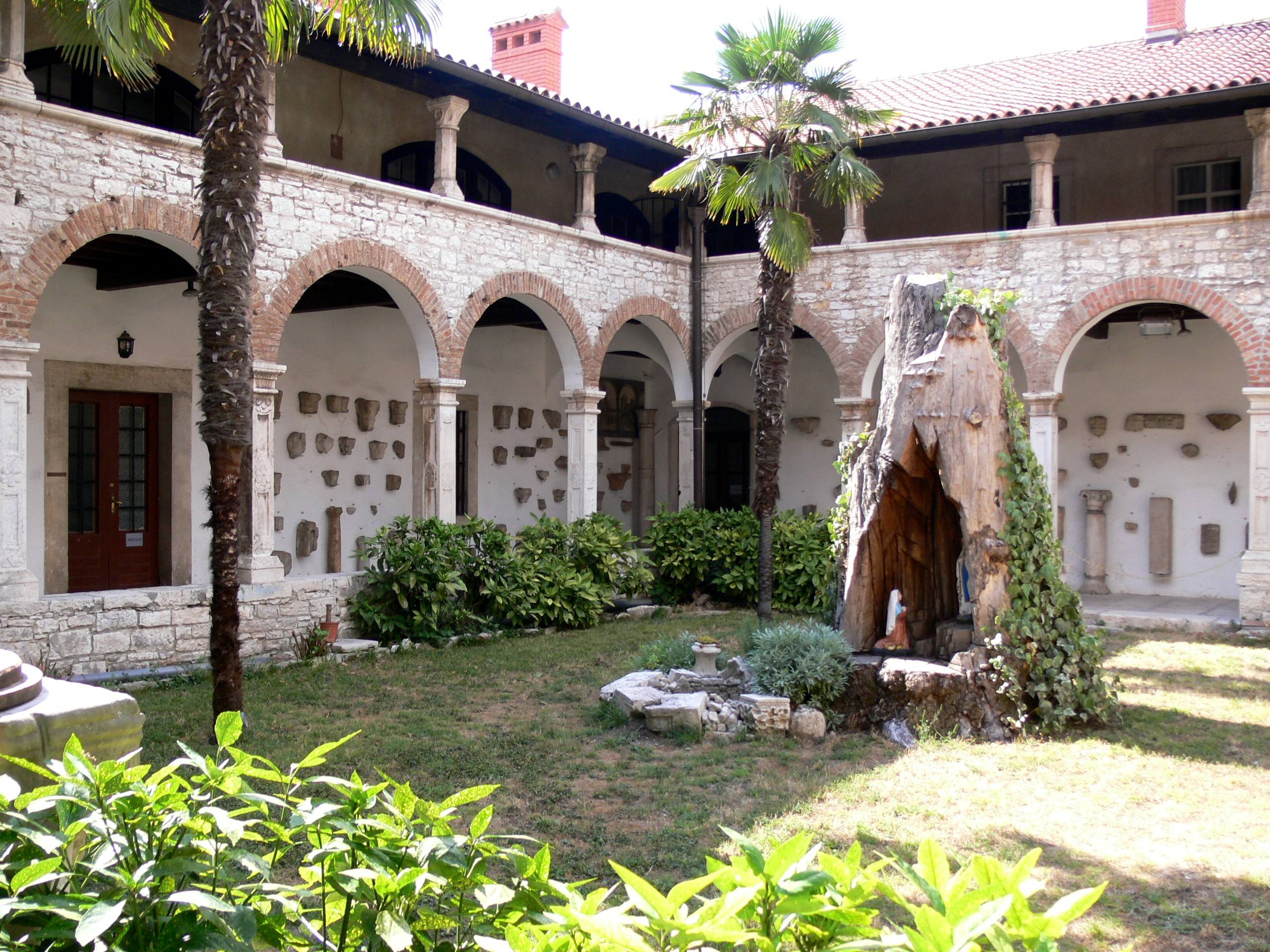
Kreuzgang des Franziskanerklosters
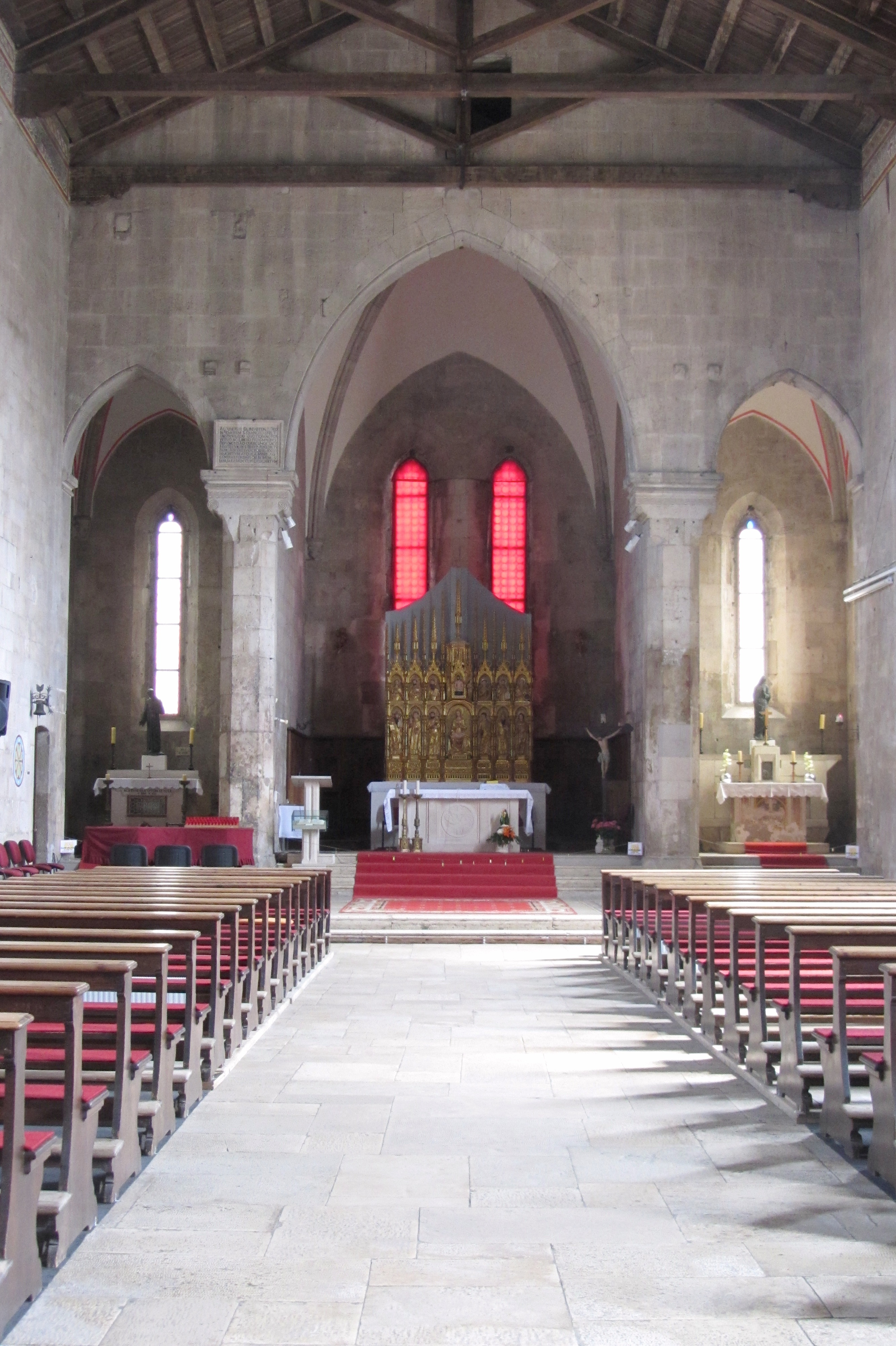
Altaransicht der Franziskanerkirche
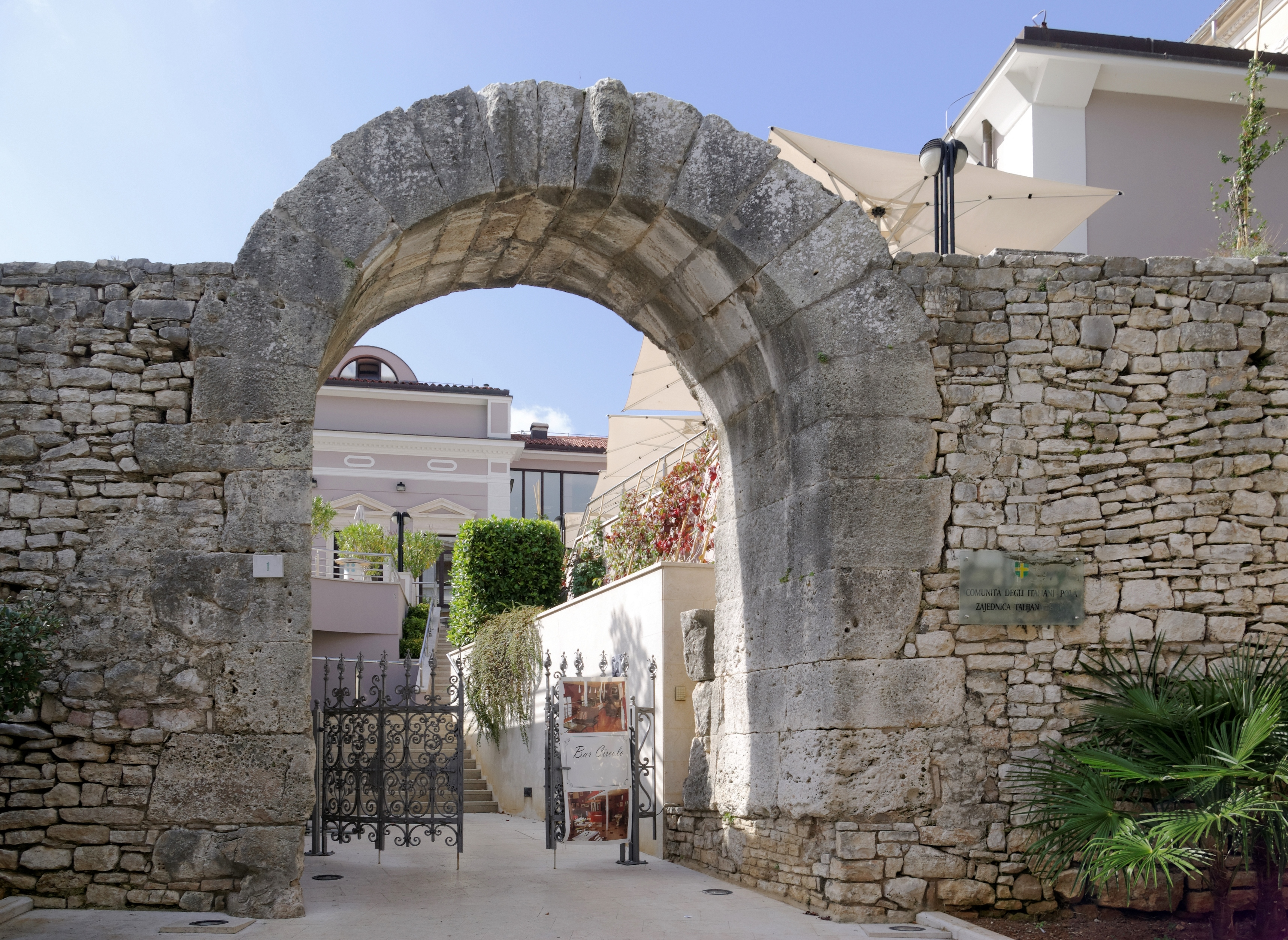
Römisches Herkulestor
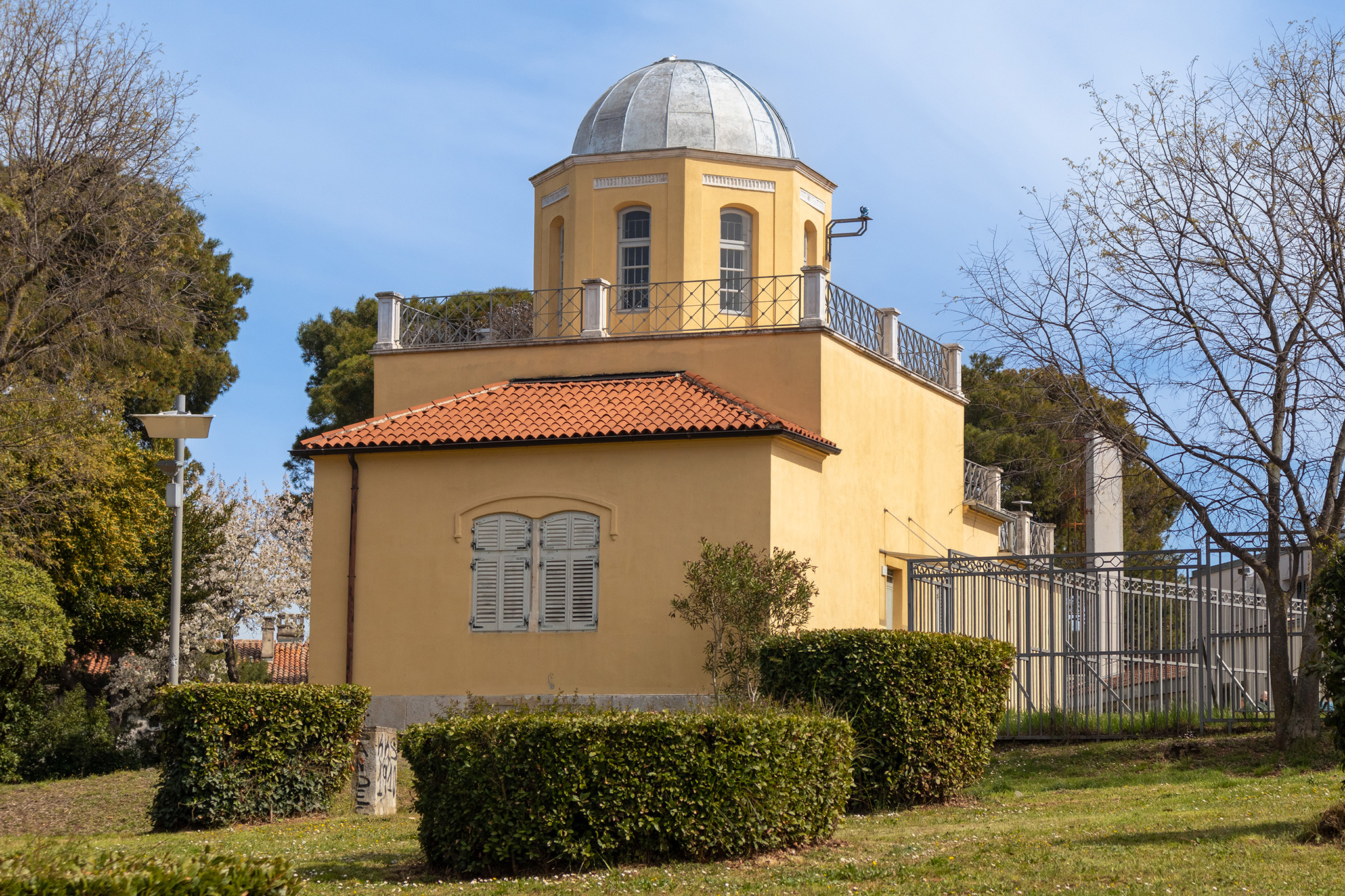
Ehemaliges Marine-Observatorium

- Das Fort Monvidal war Teil des österreichisch-ungarischen Verteidigungssystems der Stadt Pula. Es galt im 19. Jahrhundert bis zur Brisanzgranatenkrise als ein Höhepunkt der europäischen Festungsarchitektur. Der Segmentturm „Pula Tower“ befindet sich auf dem gleichnamigen Hügel auf etwa 48 Meter über dem Meeresspiegel. Die Anlage wurde in der Zeit zwischen 1852 und 1854 als zweistöckiges Gebäude mit einem Durchmesser von 37 m und einem kreisförmigen Hof erbaut. Zur Anlage gehört ein Wassergraben mit Verteidigungsdämmen. Im Keller befindet sich eine Zisterne und im Jahr 1914 wurde die Anlage als Lagerhaus und Kaserne genutzt.[32]
- Von 1852 bis 1854 wurde das Fort Munida auf der Anhöhung des Hügels Muliment 52 Meter über dem Meeresspiegel gebaut. Es ist eine kreisförmige Festung mit einem Durchmesser von 34 Metern und einem Innenhof. Die Küstenartillerie der Anlage befindet sich am südlichen Kap der Bucht Žunac und wurde im 19. Jahrhundert mit Mauern, Brüstungen und einem Wachturm erbaut. Im Jahr 1932 wurden eine Zisterne gegraben und ein neuer Wachturm errichtet, der mit einer neuen Mauer mit Schießscharten verbunden war. Die Verteidigungsanlage wurde 1945 bei einem Bombenangriff beschädigt.[33]
- Die polygonale Küstenfestung Verudella wurde 1881 bis 1882 gebaut. Die ehemalige Verteidigungsanlage befindet sich auf der Halbinsel Punta dell'Ovo und 31 Meter über dem Meeresspiegel. Im Jahr 1886 bekam die Festung eine Stahlkuppel und es wurden Kanonen installiert. Außerdem wurde die Anlage mit einem elektrischen Scheinwerfer ausgestattet. Bereits 1878 wurde eine Küstenartillerie in der Nähe der Festung errichtet.[34]

### Weitere Sehenswürdigkeiten
- Direkt im Zentrum, unweit des Sergierbogen, befinden sich der Stadtmarkt mit Markthalle, erbaut im Jahre 1903, der Marktplatz mit landwirtschaftlichen Produkten und unzählige Cafés und Restaurants mit lokaler und internationaler Küche.
- Die ehemaligen Stallungen befinden sich in der Gegend von Molo Carbona und gehörten ursprünglich zum österreichisch-ungarischen Marinearsenal der Stadt. Die Gebäude wurden zwischen den Jahren 1863 und 1866 erbaut. Außer dem Unterbringen von Pferden dienten die Gebäude auch als Lager. Heute ist nur noch ein Gebäude aus damaliger Zeit, das aus Steinblöcken und einer Dachkonstruktion aus Holz besteht, erhalten geblieben.[35]

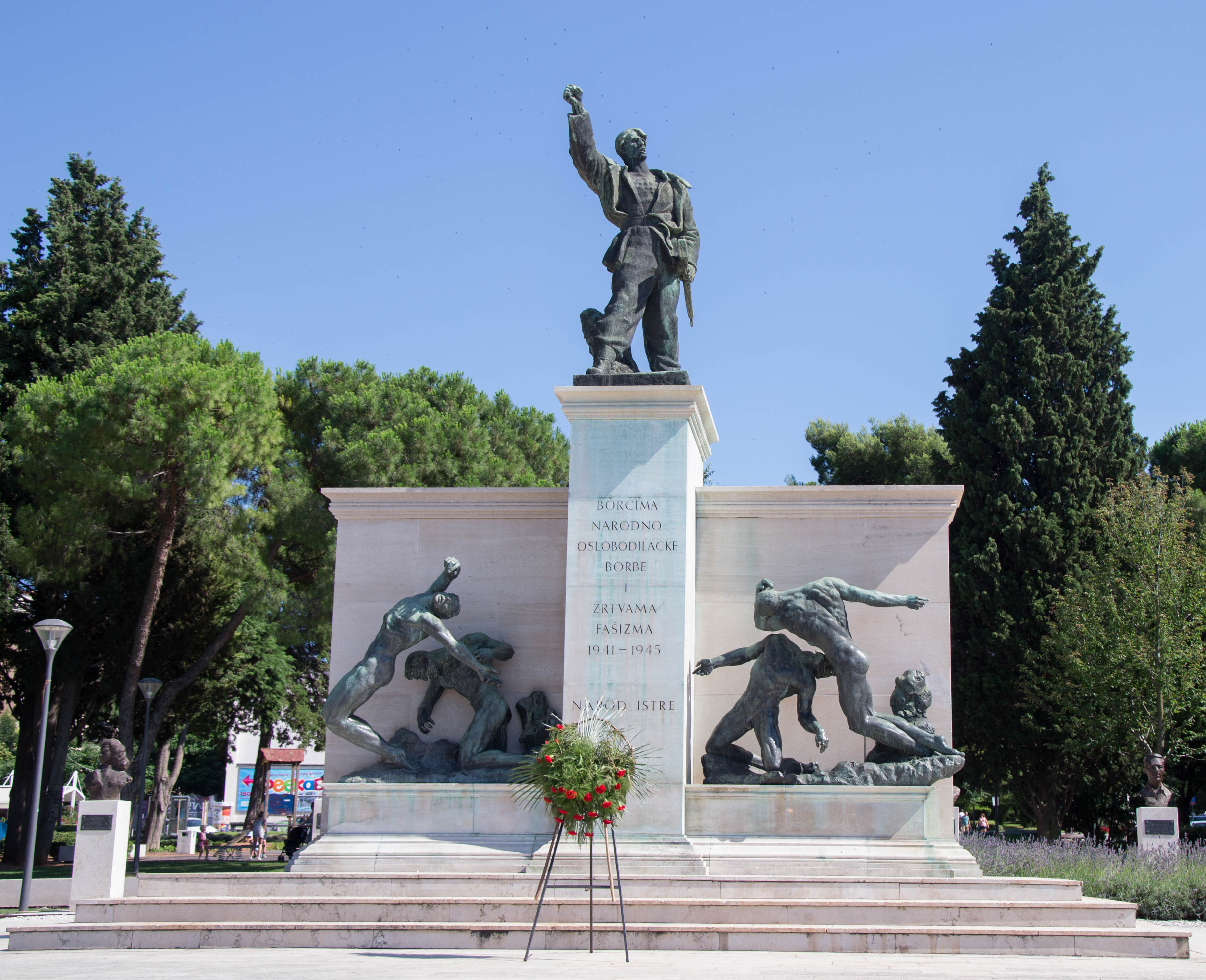
Denkmal für den antifaschistischen Widerstand
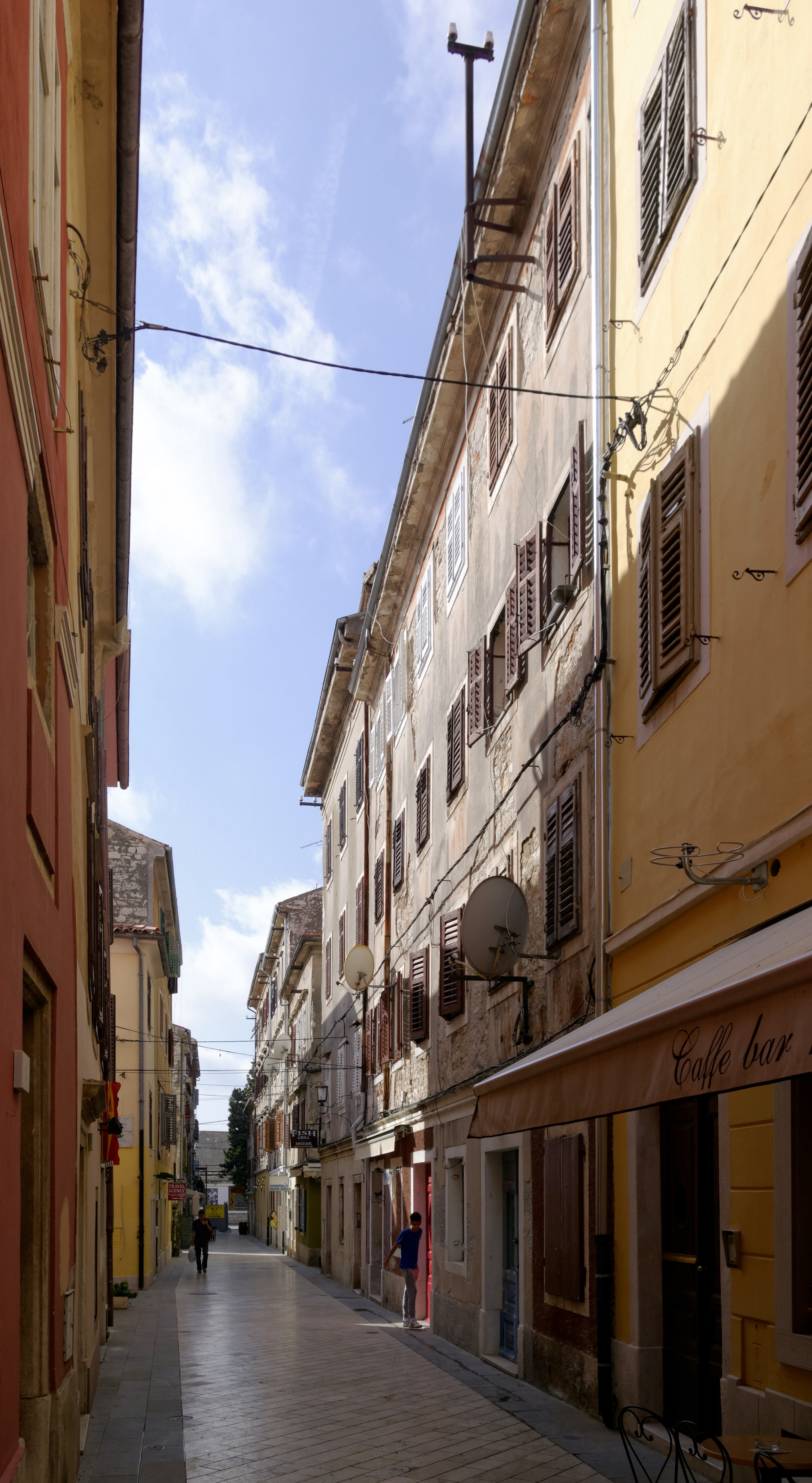
Gasse in der Stadt
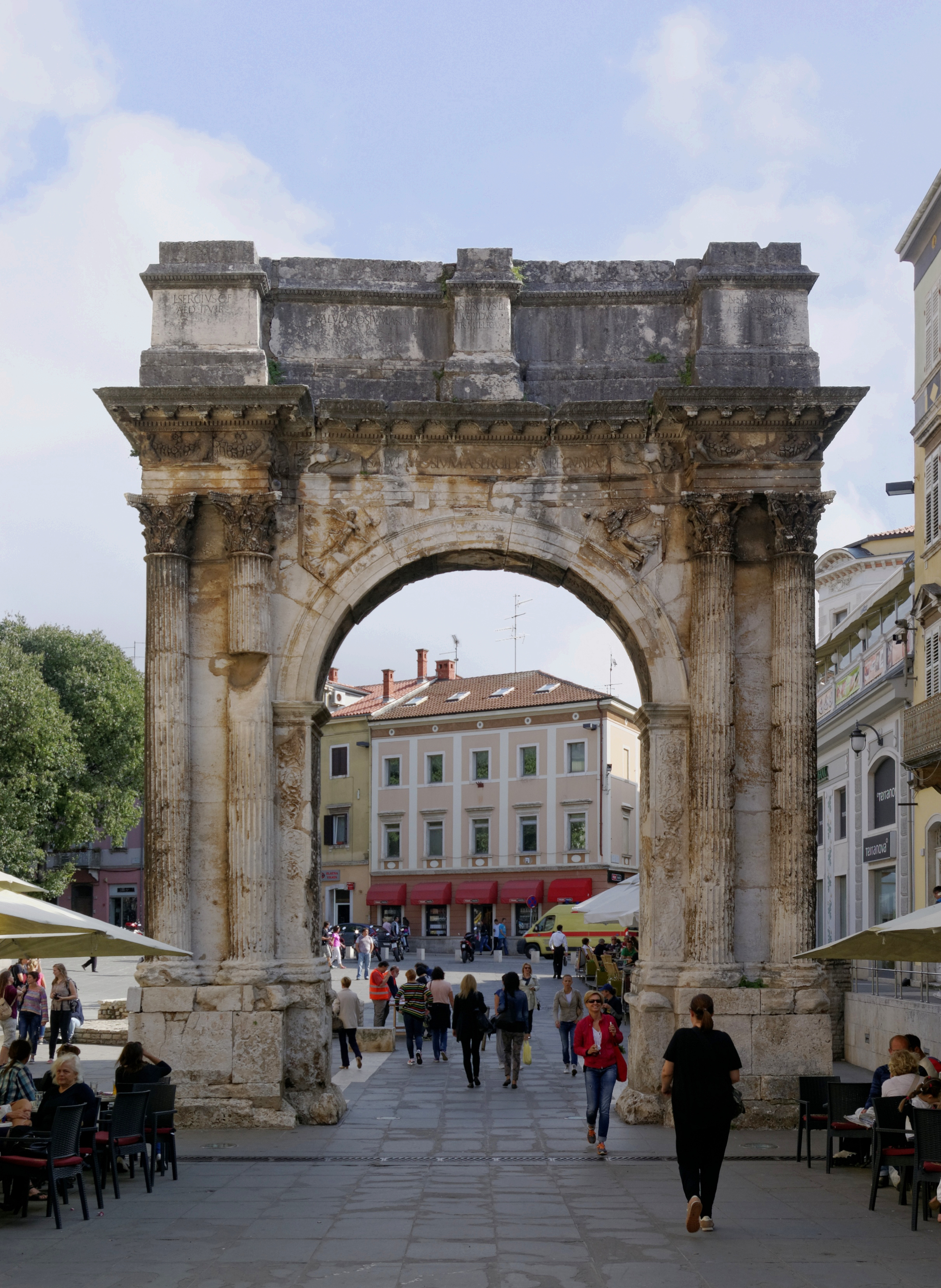
Sergierbogen
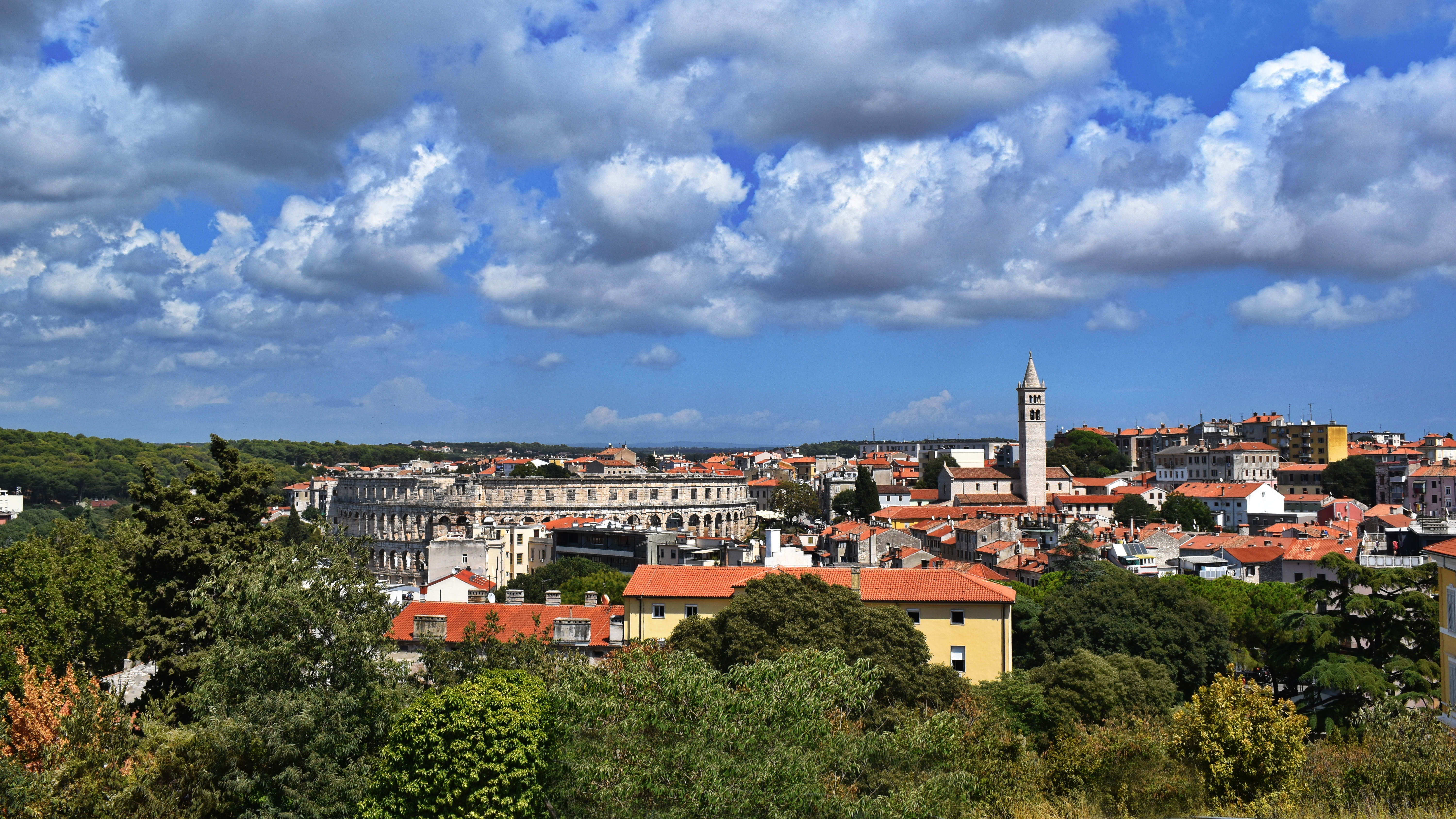
Stadtansicht
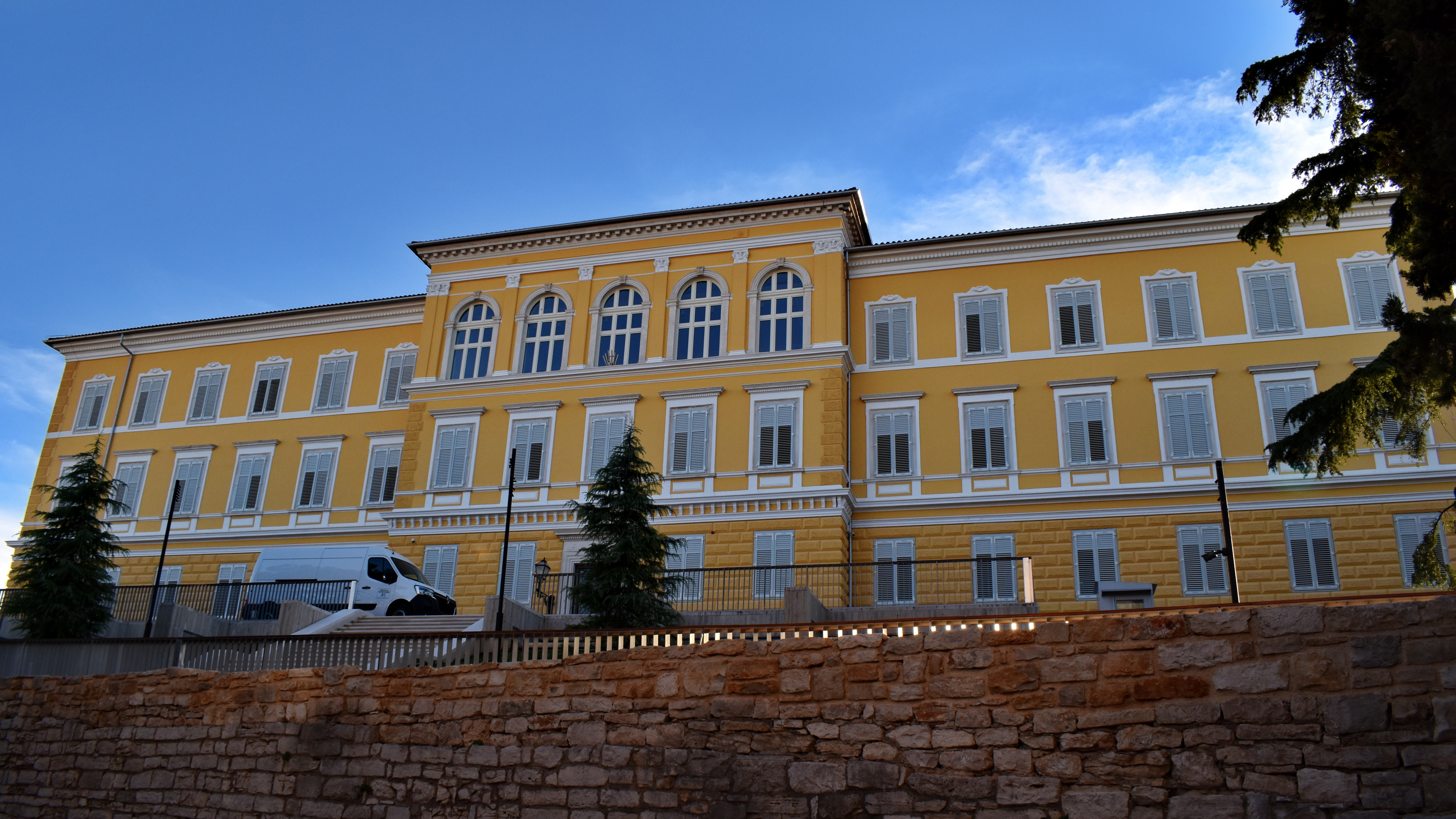
Archäologisches Museum
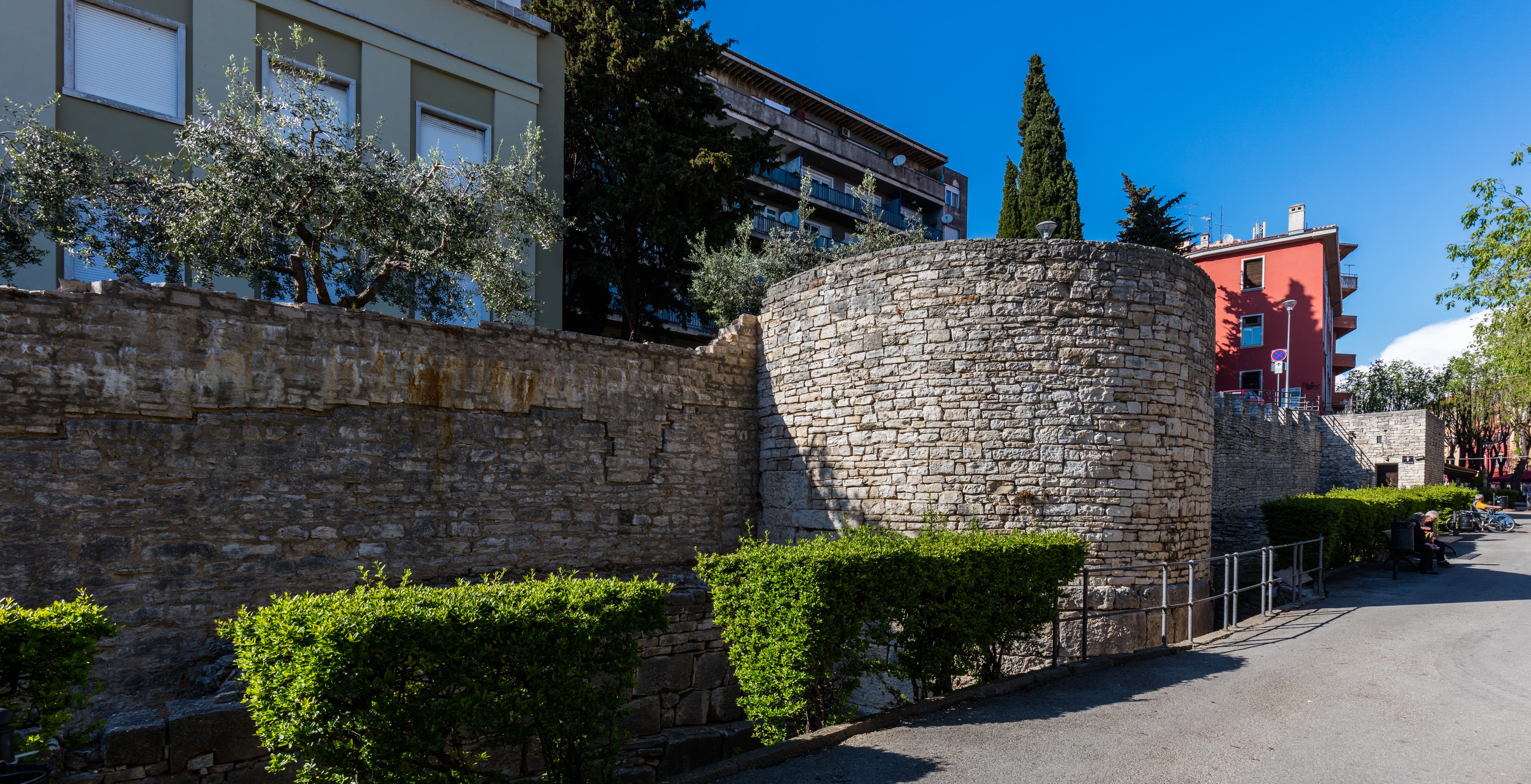
Alte Stadtmauer
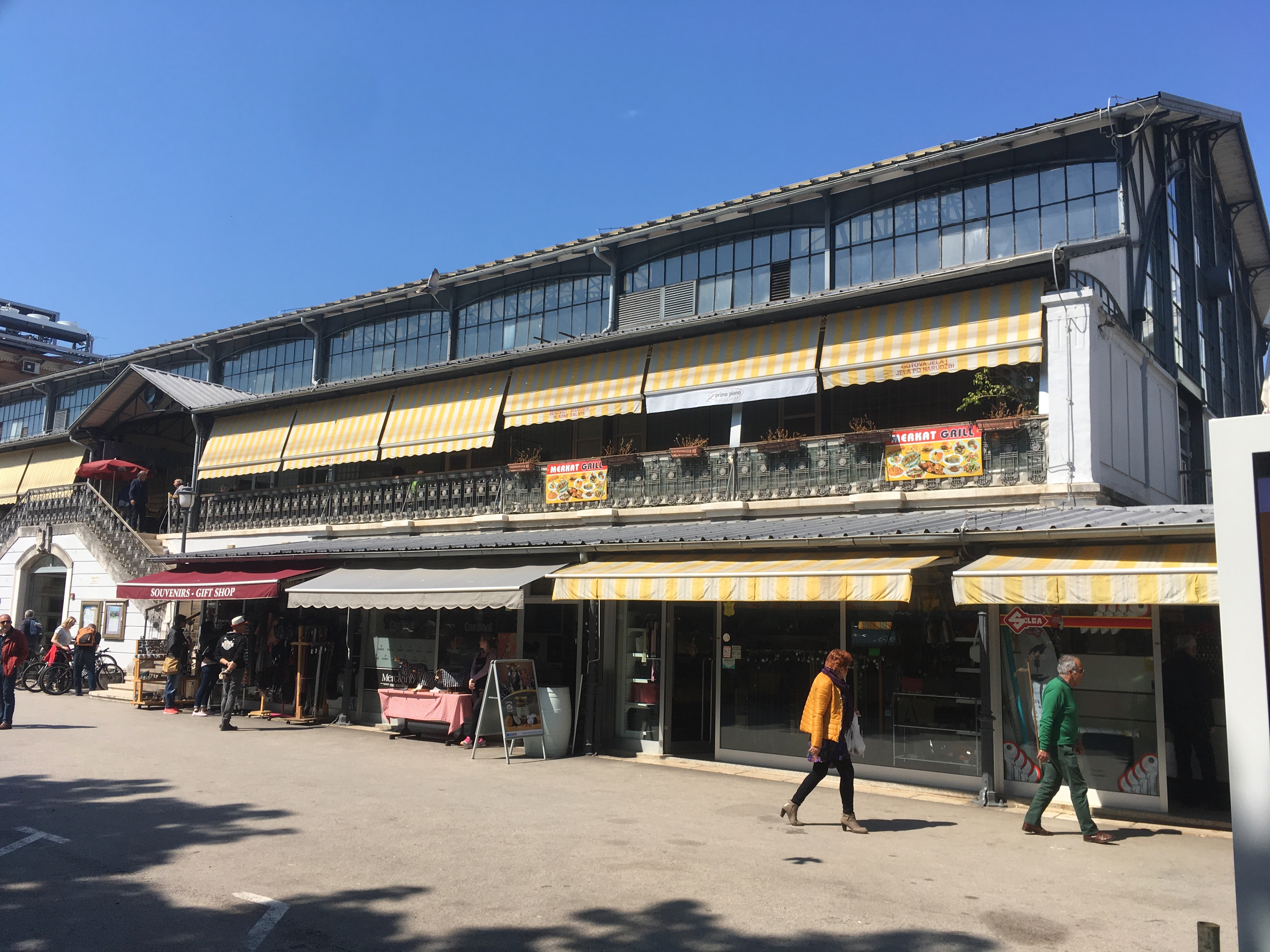
Stadt Markt Pula – die Markthalle

## Verkehr

### Flughafen

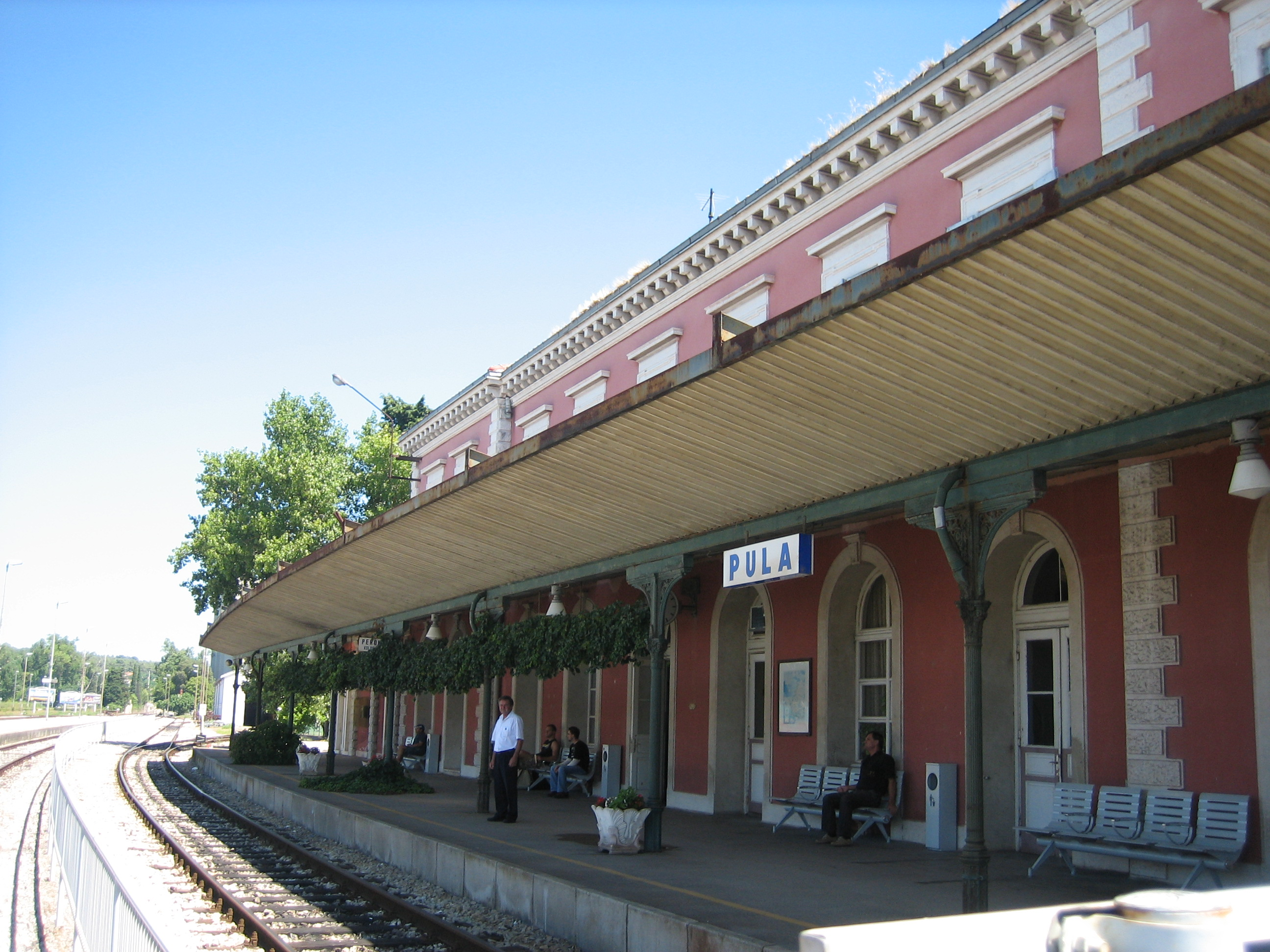
Bahnhof

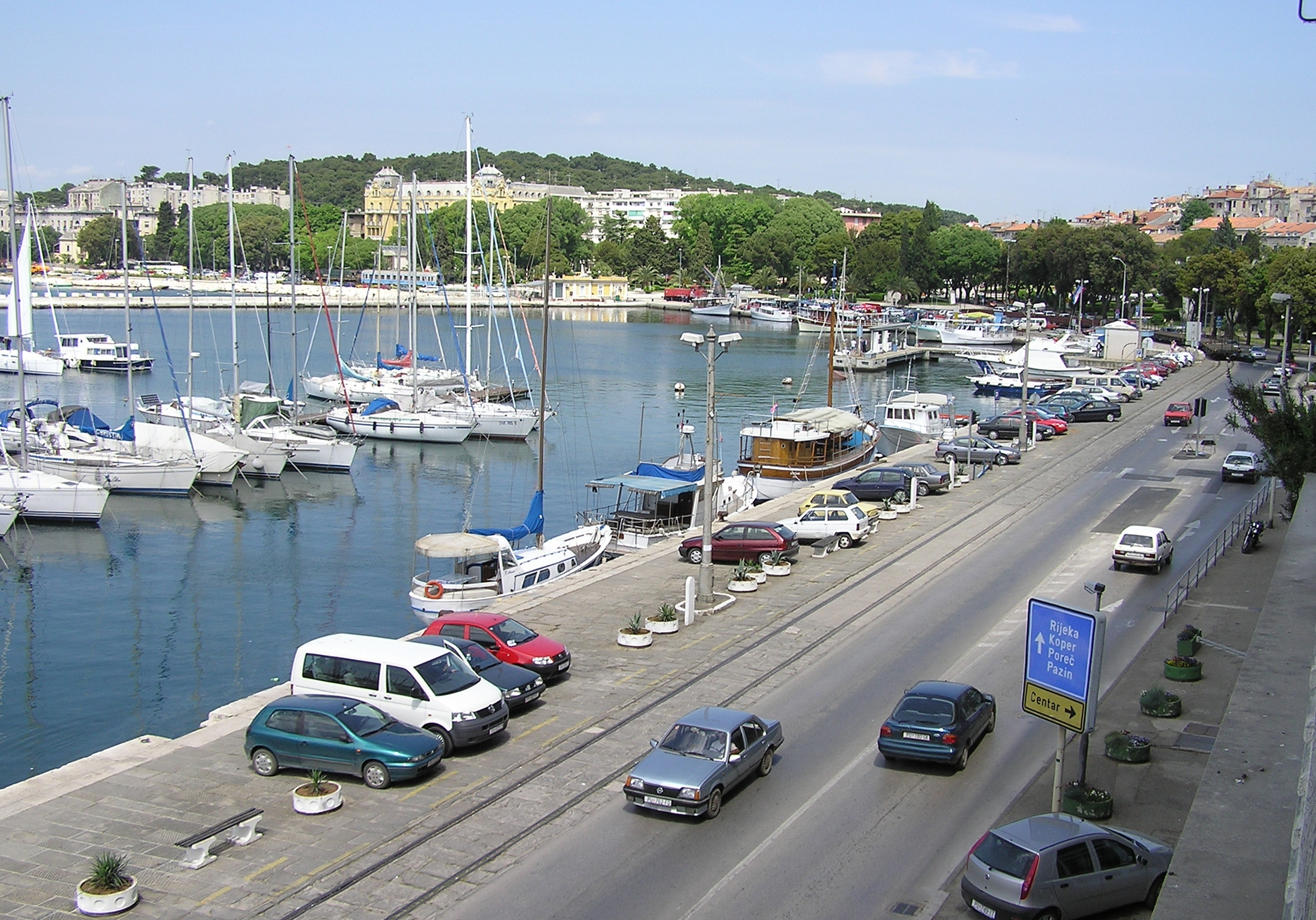
Hafen von Pula

Pula besitzt einen internationalen Flughafen (IATA-Code: PUY, ICAO-Code: LDPL), der etwa 9 Kilometer vom Zentrum der Stadt entfernt liegt. Der zivile Flugverkehr in Istrien begann im Jahr 1924, als der österreichische Industrielle Paul Kupelwieser versuchte, das touristische Angebot für die Besucher von Brijuni durch den Kauf eines Wasserflugzeugs, eine Flugverbindung nach Triest, Ancona und Opatija herzustellen.
Der Flughafen hat mit Deutschland eine sehr gute Verbindung und es besteht ein Linienverkehr zu den Flughäfen Frankfurt am Main, München, Düsseldorf, Berlin, Hamburg, Hannover, Dresden und Stuttgart.

### Eisenbahn
Am 20. September 1876 wurde Pula von der Istrianer Staatsbahn mit einer Zweigstrecke an die Österreichische Südbahn (Wien–Triest) angeschlossen. Diese Zweigstrecke, die Bahnstrecke Divača–Pula, ist auch heute noch die einzige Eisenbahnverbindung der Hafenstadt. Der nördliche Endpunkt liegt aufgrund der politischen Veränderungen in Europa seit 1991 im Nachbarland Slowenien. Die Strecke hat daher seitdem den Charakter einer Inselstrecke in Istrien. Die verkehrliche Bedeutung ist heute entsprechend gering.

### Straße
Pula bildet den südlichen Endpunkt des Istrischen Ypsilons der Autobahnen A 8 (Rijeka) und A 9 (Umag). Die beiden Autobahnen verbinden die Stadt mit Rijeka sowie Koper in Slowenien bzw. Triest in Italien.

### Schiffsverkehr
Pula ist eine Hafenstadt. Während der k. u. k. Zeit war Pula der bedeutendste Kriegshafen der Monarchie (→ Österreichische Marine). Nicht von ungefähr wurde im Jahr 1870 von der k. u. k. Marine das erste Schifffahrtsmuseum der Welt in Pula eingerichtet. Als Militärstützpunkt verlor der Hafen nach dem Zweiten Weltkrieg zunehmend an Bedeutung. Die vor der Hafeneinfahrt liegenden Brionischen Inseln bilden mit dem Festland den Kanal von Fasana und dienten lange als Außenhafen. Der eigentliche Hafen hat eine Ausdehnung von 5,5 km und erstreckt sich von Südosten nach Nordosten, hat eine Fläche von 8,5 km² und enthält vier kleine Inseln. Eine von ihnen, die Oliveninsel, beherbergt einen Teil der Werft (Trocken- und Schwimmdock) der örtlichen Uljanik-Werft.
Der Hafen ist Ausgangspunkt für mehrere Fährverbindungen sowie den Schnellbootverkehr mit Venedig und anderen istriotischen Hafenstädten wie etwa Rijeka (italienisch Fiume).
Der neue Yachthafen im Stadtteil Veruda hat gegenüber dem alten Fischerei- und Industriehafen an Bedeutung gewonnen
(siehe auch Liste der Yachthäfen in Kroatien).

## Bildung

### Universität
Die Universität Pula ist 2006 gegründet worden und damit die jüngste in Kroatien. Zu ihr gehören folgende Abteilungen und Fachgebiete:

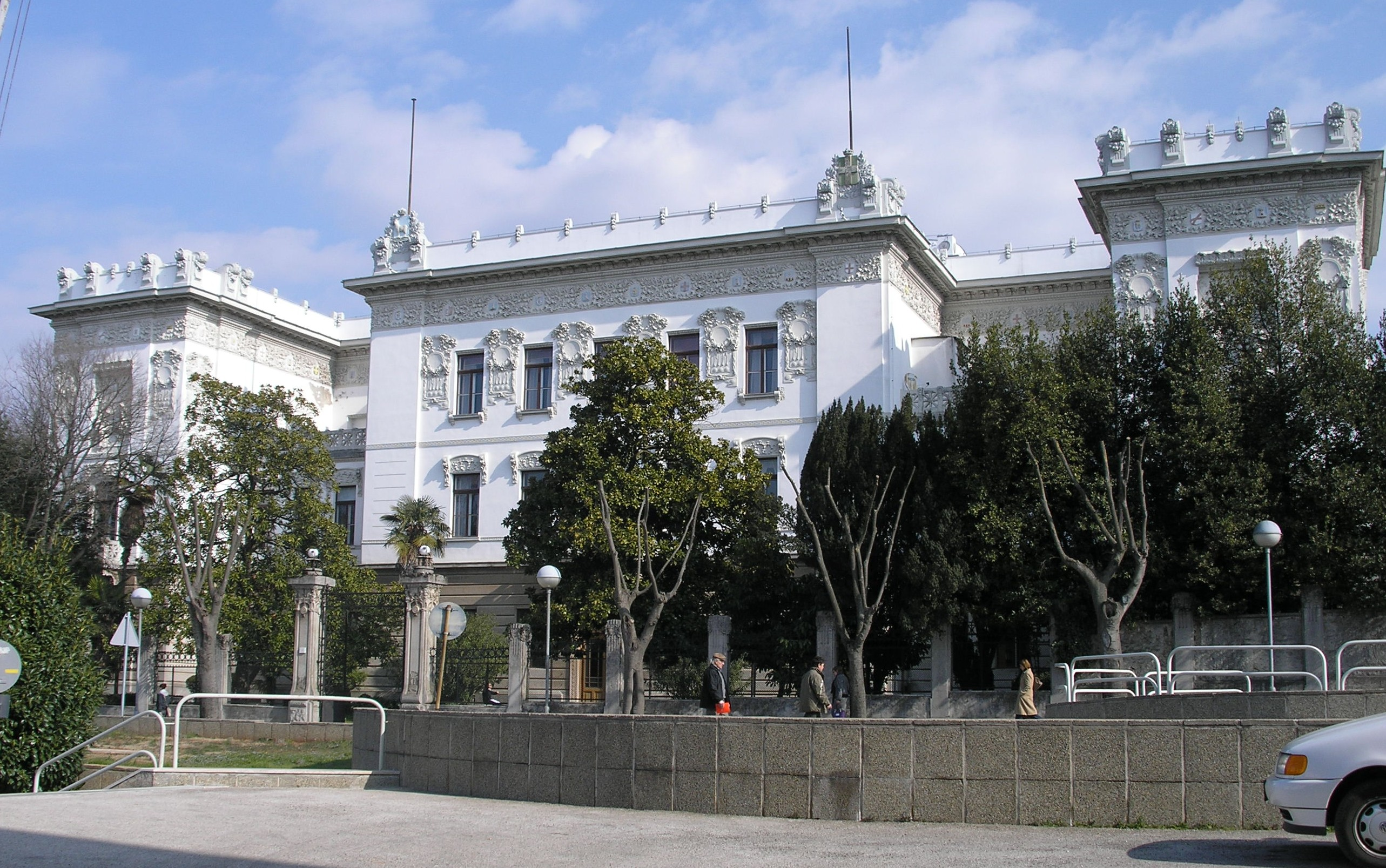
Universität in Pula
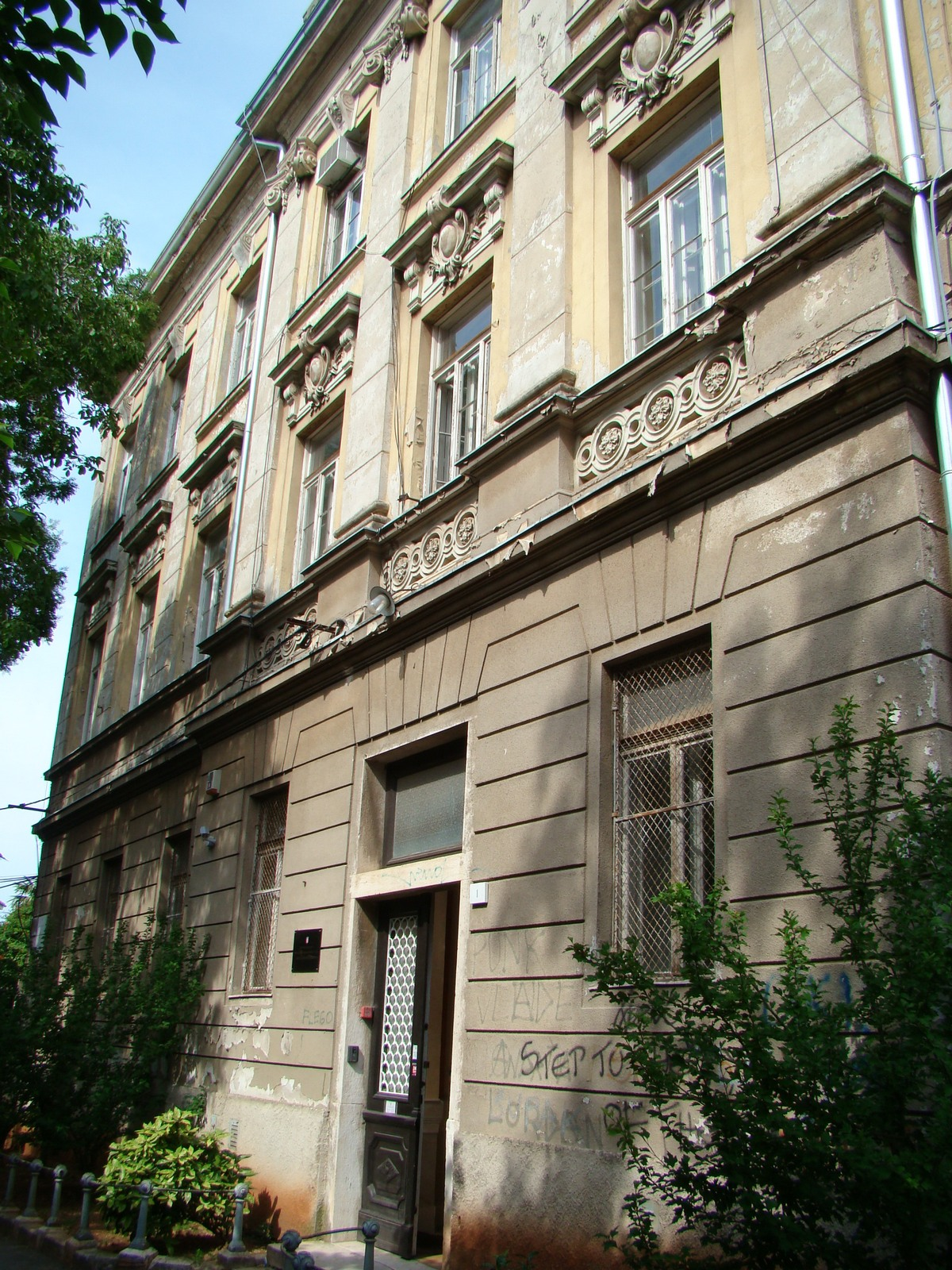
Bibliothek der Universität

- Fakultät für Wirtschaft und Tourismus
- Fakultät für Informatik
- Fakultät für Naturwissenschaften
- Fakultät für Geistes- und Sozialwissenschaften
- Medizinische Fakultät
- Musikakademie
- Fachbereich für Design und audiovisuelle Kommunikation

### Allgemeinbildende Schulen
Es gibt zehn Grundschulen in der Stadt. Außerdem gibt es insgesamt elf Sekundarschulen und Gymnasien, die nach der achten Klasse der Grundschule, besucht werden können. Davon sind acht Gymnasien fachbezogen und auf bestimmte Berufe spezialisiert.

## Tourismus

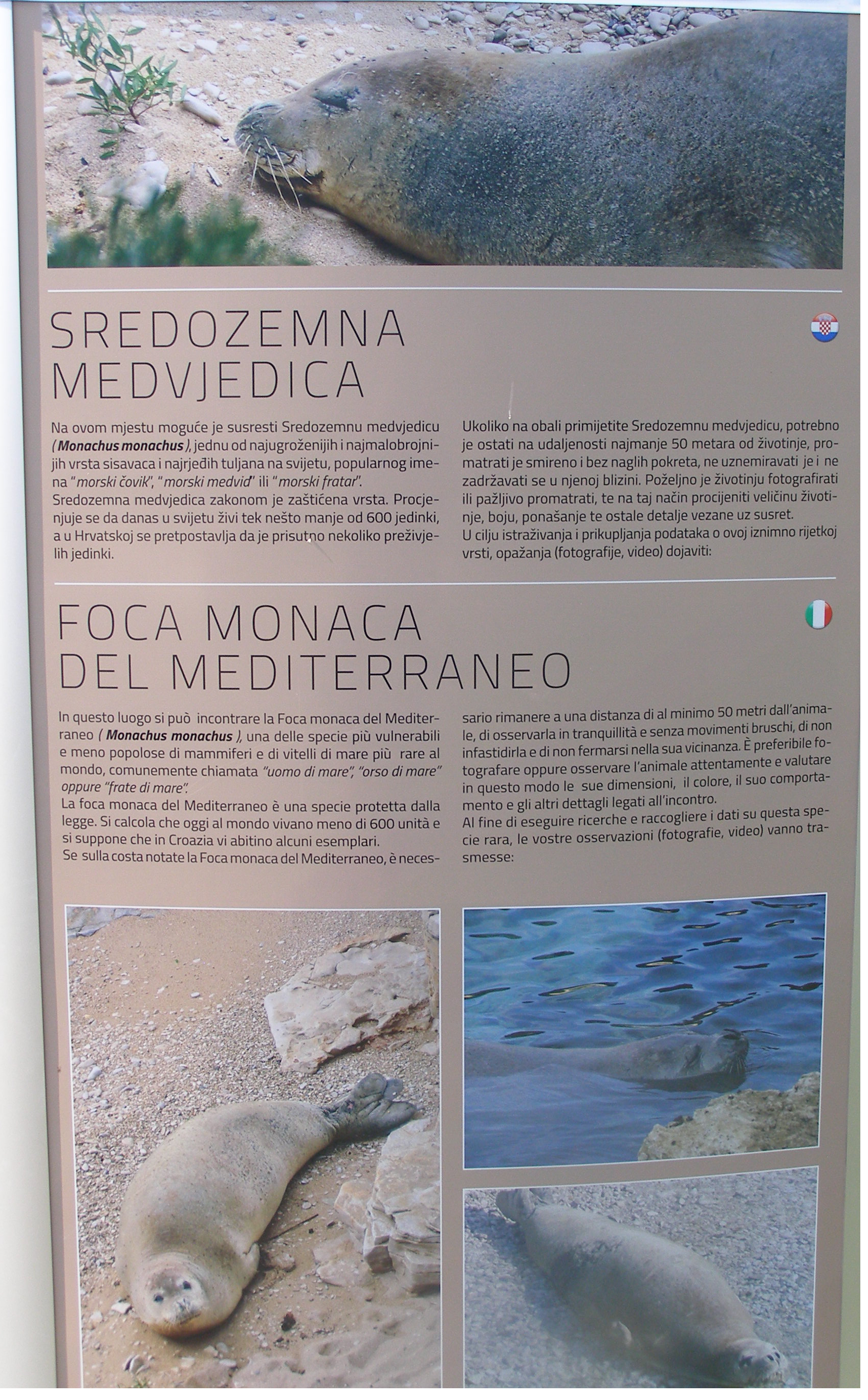
Infotafel zum Mönchsrobbenstrand in Pula

Ab fünf Kilometer nordwestlich des Stadtzentrums befindet sich der aus vierzehn Inseln bestehende Nationalpark Brijuni, der zum Stadtgebiet gehört. Pula ist der Endpunkt des Radweges EuroVelo 9, der von Danzig an der Ostsee aus durch Polen, Tschechien, Österreich, Slowenien und Kroatien verläuft.
Die Strände des Stadtteils Verudela, der auf einem Ausläufer in der Adria liegt, zählen zu den wenigen im ganzen Mittelmeer, wo sich immer wieder die seltenen Mönchsrobben beobachten lassen. Ein seit 2014 wiederkehrendes Weibchen, das wenig Scheu vor Menschen zeigt, hat eine gewisse mediale Popularität erlangt und wurde auf den Namen Adriana getauft.

## Filmfestival und Sport
Im kroatischen Vereinsregister „Registar udruga Republike Hrvatske“ sind 741 aktive Vereine mit Sitz in Pula registriert. Mehrere Vereine wurden mittlerweile aufgelöst (Stand: Oktober 2023):
Das Filmfestival von Pula wird seit 1954 jährlich ausgetragen.
In der Stadt befindet sich die Sporthalle Dom sportova Mate Parlov, in der die Vereine ŽRK Arena, MRK Arena, OK Pula, BK Pula, HK Istarski borac, STK Pula, KK Uljanik und andere spielen. Die Fußballvereine NK Istra 1961 und NK Istra Pula sind in Pula beheimatet.